# UEFA Champions League 2020/21
De UEFA Champions League 2020/21 is de 66ste editie van het belangrijkste Europese voetbaltoernooi voor clubs, georganiseerd door de UEFA en de 29ste editie sinds de naamsverandering van Europacup I naar de huidige naam UEFA Champions League. FC Bayern München was titelhouder maar zij werden reeds uitgeschakeld in de kwartfinales door Paris Saint-Germain. De finale zou gespeeld worden in het Atatürk Olympisch Stadion te Istanboel (Turkije), nadat de UEFA vorig jaar vanwege de coronacrisis besloot in Lissabon te gaan spelen. Vanwege de coronamaatregelen van het Verenigd Koninkrijk konden de twee Engelse finalisten Manchester City FC en Chelsea FC niet afreizen naar Turkije, waardoor er later dit seizoen besloten werd opnieuw de finale niet te laten spelen in Turkije en weer terug te gaan naar Portugal, ditmaal in het Estádio do Dragão in Porto. Chelsea won het toernooi voor de tweede keer door in de finale Manchester City met 1-0 te verslaan.

## Toewijzing van de deelnemende teams
Een totaal van 79, 80 of 81 teams uit de nationale competities van de 55 UEFA lidstaten neemt deel aan deze editie van de Champions League (met uitzondering van Liechtenstein, dit land heeft geen nationale competitie). De nationale competities van deze landen worden op basis van de coëfficiënten gerangschikt om het aantal deelnemende teams per competitie te bepalen.
- De nationale competities op plek 1 tot en met 4 hebben elk vier teams die zich kunnen kwalificeren.
- De nationale competities op plek 5 en 6 hebben elk drie teams die zich kunnen kwalificeren.
- De nationale competities op plek 7 tot en met 15 hebben elk twee teams die zich kunnen kwalificeren.
- De nationale competities op plek 16 tot en met 55 (exclusief Liechtenstein) hebben elk één team dat zich kan kwalificeren.
- De winnaars van de UEFA Champions League 2019/20 en UEFA Europa League 2019/20 krijgen elk een extra inzending als ze zich niet kwalificeren voor de UEFA Champions League 2020/21 via hun eigen competitie.

### Rangschikking van de nationale competities
Voor de UEFA Champions League 2020/21 krijgen de nationale competities plaatsen toegewezen op basis van de UEFA-landcoëfficiënten uit 2019, waarbij rekening wordt gehouden met hun prestaties in Europese competities vanaf het seizoen 2014/15 tot en met het seizoen 2018/19.
De winnaars van de UEFA Champions League en de UEFA Europa League zijn gegarandeerd van deelname aan de groepsfase van de volgende UEFA Champions League.
| Nr. | Land        | Coeff.  | Clubs |
| --- | ----------- | ------- | ----- |
| 01  | Spanje      | 103.569 | 4     |
| 02  | Engeland    | 085.462 | 4     |
| 03  | Italië      | 074.725 | 4     |
| 04  | Duitsland   | 071.927 | 4     |
| 05  | Frankrijk   | 058.498 | 3     |
| 06  | Rusland     | 050.549 | 3     |
| 07  | Portugal    | 048.232 | 2     |
| 08  | België      | 039.900 | 2     |
| 09  | Oekraïne    | 038.900 | 2     |
| 10  | Turkije     | 034.600 | 2     |
| 11  | Nederland   | 032.433 | 2     |
| 12  | Oostenrijk  | 031.250 | 2     |
| 13  | Tsjechië    | 028.675 | 2     |
| 14  | Griekenland | 027.600 | 2     |
| 15  | Kroatië     | 027.375 | 2     |
| 16  | Denemarken  | 027.025 | 1     |
| 17  | Zwitserland | 026.900 | 1     |
| 18  | Cyprus      | 024.925 | 1     |
| 19  | Servië      | 022.250 | 1     |

| Nr. | Land            | Coeff. | Clubs |
| --- | --------------- | ------ | ----- |
| 20  | Schotland       | 22.125 | 1     |
| 21  | Wit-Rusland     | 21.875 | 1     |
| 22  | Zweden          | 20.900 | 1     |
| 23  | Noorwegen       | 20.200 | 1     |
| 24  | Kazachstan      | 19.250 | 1     |
| 25  | Polen           | 19.250 | 1     |
| 26  | Azerbeidzjan    | 19.000 | 1     |
| 27  | IJsland         | 18.625 | 1     |
| 28  | Bulgarije       | 17.500 | 1     |
| 29  | Roemenië        | 15.950 | 1     |
| 30  | Slowakije       | 15.625 | 1     |
| 31  | Slovenië        | 15.000 | 1     |
| 32  | Liechtenstein   | 13.500 | 0     |
| 33  | Hongarije       | 10.500 | 1     |
| 34  | Noord-Macedonië | 08.000 | 1     |
| 35  | Moldavië        | 07.750 | 1     |
| 36  | Albanië         | 07.500 | 1     |
| 37  | Ierland         | 07.450 | 1     |

| Nr. | Land                  | Coeff. | Clubs |
| --- | --------------------- | ------ | ----- |
| 38  | Finland               | 7.275  | 1     |
| 39  | IJsland               | 7.250  | 1     |
| 40  | Bosnië en Herzegovina | 7.125  | 1     |
| 41  | Litouwen              | 6.750  | 1     |
| 42  | Letland               | 5.625  | 1     |
| 43  | Luxemburg             | 5.500  | 1     |
| 44  | Armenië               | 5.250  | 1     |
| 45  | Malta                 | 5.125  | 1     |
| 46  | Estland               | 5.000  | 1     |
| 47  | Georgië               | 4.750  | 1     |
| 48  | Wales                 | 4.125  | 1     |
| 49  | Montenegro            | 4.125  | 1     |
| 50  | Faeröer               | 4.000  | 1     |
| 51  | Gibraltar             | 4.000  | 1     |
| 52  | Noord-Ierland         | 3.875  | 1     |
| 53  | Kosovo                | 2.500  | 1     |
| 54  | Andorra               | 1.831  | 1     |
| 55  | San Marino            | 0.666  | 1     |

### Data
Alle lotingen zullen plaatsvinden in het UEFA-hoofdkantoor in Nyon, Zwitserland.
| Fase          | Ronde                    | Datum loting     | Heenwedstrijd                                                       | Terugwedstrijd                                                      |
| ------------- | ------------------------ | ---------------- | ------------------------------------------------------------------- | ------------------------------------------------------------------- |
| Kwalificatie  | Voorronde                | 17 juli 2020     | 8 augustus 2020 (halve finaleronde)                                 | 11 augustus 2020 (finaleronde)                                      |
| Kwalificatie  | Eerste kwalificatieronde | 9 augustus 2020  | 18/19 augustus 2020                                                 | 18/19 augustus 2020                                                 |
| Kwalificatie  | Tweede kwalificatieronde | 10 augustus 2020 | 25/26 augustus 2020                                                 | 25/26 augustus 2020                                                 |
| Kwalificatie  | Derde kwalificatieronde  | 31 augustus 2020 | 15/16 september 2020                                                | 15/16 september 2020                                                |
| Play-off      | Play-offronde            | 1 september 2020 | 22/23 september 2020                                                | 29/30 september 2020                                                |
| Groepsfase    | Wedstrijddag 1           | 1 oktober 2020   | 20 en 21 oktober 2020                                               | 20 en 21 oktober 2020                                               |
| Groepsfase    | Wedstrijddag 2           | 1 oktober 2020   | 27 en 28 oktober 2020                                               | 27 en 28 oktober 2020                                               |
| Groepsfase    | Wedstrijddag 3           | 1 oktober 2020   | 3 en 4 november 2020                                                | 3 en 4 november 2020                                                |
| Groepsfase    | Wedstrijddag 4           | 1 oktober 2020   | 24 en 25 november 2020                                              | 24 en 25 november 2020                                              |
| Groepsfase    | Wedstrijddag 5           | 1 oktober 2020   | 1 en 2 december 2020                                                | 1 en 2 december 2020                                                |
| Groepsfase    | Wedstrijddag 6           | 1 oktober 2020   | 8 en 9 december 2020                                                | 8 en 9 december 2020                                                |
| Knock-outfase | Achtste finale           | 14 december 2020 | 16-17 en 23-24 februari 2021                                        | 9-10 en 16-17 maart 2021                                            |
| Knock-outfase | Kwartfinale              | 19 maart 2021    | 6 en 7 april 2021                                                   | 13 en 14 april 2021                                                 |
| Knock-outfase | Halve finale             | 19 maart 2021    | 27 en 28 april 2021                                                 | 4 en 5 mei 2021                                                     |
| Knock-outfase | Finale                   | 19 maart 2021    | 29 mei 2021 in het Atatürk Olympisch Stadion in Istanboel, Turkije. | 29 mei 2021 in het Atatürk Olympisch Stadion in Istanboel, Turkije. |

## Teams
Hieronder de indeling voor de UEFA Champions League.
| Hoofdtoernooi                         | Hoofdtoernooi     | Hoofdtoernooi            | Hoofdtoernooi        |
| ------------------------------------- | ----------------- | ------------------------ | -------------------- |
| Bayern München TH                     | Manchester United | RB Leipzig               | FC Porto             |
| Sevilla FC EL-TH                      | Chelsea FC        | Borussia Mönchengladbach | Club Brugge          |
| Real Madrid                           | Juventus          | Paris Saint-Germain      | Sjachtar Donetsk     |
| FC Barcelona                          | Internazionale    | Olympique Marseille      | Istanbul Başakşehir  |
| Atlético Madrid                       | Atalanta Bergamo  | Stade Rennes             | Ajax                 |
| Liverpool FC                          | SS Lazio          | Zenit Sint-Petersburg    |                      |
| Manchester City                       | Borussia Dortmund | Lokomotiv Moskou         |                      |
| Play-offronde                         |                   |                          |                      |
| Kampioenen                            | Kampioenen        | Kampioenen               | Niet-kampioenen      |
| FC Salzburg                           | Slavia Praag      | Olympiakos Piraeus       | FK Krasnodar         |
| Derde kwalificatieronde               |                   |                          |                      |
| Kampioenen                            | Niet-kampioenen   | Niet-kampioenen          | Niet-kampioenen      |
|                                       | SL Benfica        | AA Gent                  | Dynamo Kiev          |
| Tweede kwalificatieronde              |                   |                          |                      |
| Kampioenen                            | Kampioenen        | Niet-kampioenen          | Niet-kampioenen      |
| Dinamo Zagreb                         |                   | Beşiktaş                 | Viktoria Pilsen      |
| FC Midtjylland                        | AZ                | PAOK Saloniki            |                      |
| BSC Young Boys                        | Rapid Wien        | Lokomotiva Zagreb        |                      |
| Eerste kwalificatieronde (kampioenen) |                   |                          |                      |
| Omonia Nicosia                        | Maccabi Tel Aviv  | Dundalk FC               | Flora Tallinn        |
| Rode Ster Belgrado                    | PFK Ludogorets    | KuPS Kuopio              | Dinamo Tbilisi       |
| Celtic FC                             | CFR Cluj          | KR Reykjavík             | Connah's Quay Nomads |
| Dinamo Brest                          | Slovan Bratislava | FK Sarajevo              | Budućnost Podgorica  |
| Djurgårdens IF                        | NK Celje          | Sūduva Marijampolė       | KÍ Klaksvík          |
| Molde FK                              | Ferencvárosi TC   | Riga FC                  | Europa FC            |
| Astana FK                             | Sileks Kratovo    | Fola Esch                |                      |
| Legia Warschau                        | Sheriff Tiraspol  | Ararat-Armenia           |                      |
| FK Qarabağ                            | KF Tirana         | Floriana FC              |                      |
| Voorronde (kampioenen)                |                   |                          |                      |
| Linfield FC                           | FC Drita          | Inter Club d'Escaldes    | SP Tre Fiori         |

## Kwalificatiefase

### Voorronde
Aan de voorronde deden vier teams mee. De loting vond plaats op 17 juli 2020. De halve finalewedstrijden werden gespeeld op 8 augustus 2020. De finalewedstrijd tussen Linfield FC en FC Drita stond gepland voor 11 augustus 2020 maar dit werd omgezet in een reglementaire 3–0 zege voor Linfield FC vanwege twee besmettingen met het COVID-19 virus in de selectie van FC Drita. De wedstrijden uit de voorronde werden op neutraal terrein in Nyon, Zwitserland gespeeld, waardoor het aantal reisbewegingen in verband met de COVID-19-pandemie beperkt bleef. De verliezende clubs van de voorronde stroomden door naar de tweede kwalificatieronde (kampioensroute) van de UEFA Europa League 2020/21.
| Halve finale | Halve finale | Halve finale          |
| Team 1       |              | Team 2                |
| ------------ | ------------ | --------------------- |
| FC Drita     | 2 – 1        | Inter Club d'Escaldes |
| SP Tre Fiori | 0 – 2        | Linfield FC           |
| Finale       |              |                       |
| Team 1       |              | Team 2                |
| Linfield FC  | 3 – 0 (r)    | FC Drita              |

### Eerste kwalificatieronde
De verliezende clubs stroomden door naar de tweede kwalificatieronde van de Europa League.
| Team 1               | Res.             | Team 2             |
| -------------------- | ---------------- | ------------------ |
| KÍ Klaksvík          | 3 – 0 (r)        | Slovan Bratislava  |
| Ferencvárosi TC      | 2 – 0            | Djurgårdens IF     |
| Celtic FC            | 6 – 0            | KR Reykjavík       |
| Legia Warschau       | 1 – 0            | Linfield FC        |
| Sheriff Tiraspol     | 2 – 0            | Fola Esch          |
| Rode Ster Belgrado   | 5 – 0            | Europa FC          |
| Maccabi Tel Aviv     | 2 – 0            | Riga FC            |
| FK Qarabağ           | 4 – 0            | Sileks Kratovo     |
| Dinamo Brest         | 6 – 3            | Astana FK          |
| Molde FK             | 5 – 0            | KuPS Kuopio        |
| NK Celje             | 3 – 0            | Dundalk FC         |
| Connah's Quay Nomads | 0 – 2            | FK Sarajevo        |
| Budućnost Podgorica  | 1 – 3            | PFK Ludogorets     |
| Floriana FC          | 0 – 2            | CFR Cluj           |
| Dinamo Tbilisi       | 0 – 2            | KF Tirana          |
| Ararat-Armenia       | 0 – 1 nv         | Omonia Nicosia     |
| Flora Tallinn        | 1 – 1 ns (2 – 4) | Sūduva Marijampolė |

### Tweede kwalificatieronde
De verliezende clubs stroomden door naar de derde kwalificatieronde van de Europa League.
| Team 1             | Res.             | Team 2             |
| ------------------ | ---------------- | ------------------ |
| BSC Young Boys     | 3 – 1            | KÍ Klaksvík        |
| Dinamo Brest       | 2 – 1            | FK Sarajevo        |
| FK Qarabağ         | 2 – 1            | Sheriff Tiraspol   |
| NK Celje           | 1 – 2            | Molde FK           |
| PFK Ludogorets     | 0 – 1            | FC Midtjylland     |
| KF Tirana          | 0 – 1            | Rode Ster Belgrado |
| Celtic FC          | 1 – 2            | Ferencvárosi TC    |
| Sūduva Marijampolė | 0 – 3            | Maccabi Tel Aviv   |
| Legia Warschau     | 0 – 2 nv         | Omonia Nicosia     |
| CFR Cluj           | 2 – 2 ns (5 – 6) | Dinamo Zagreb      |

| Team 1            | Res.     | Team 2          |
| ----------------- | -------- | --------------- |
| AZ                | 3 – 1 nv | Viktoria Pilsen |
| PAOK Saloniki     | 3 – 1    | Beşiktaş        |
| Lokomotiva Zagreb | 0 – 1    | Rapid Wien      |

### Derde kwalificatieronde
De verliezende clubs bij de kampioenen stroomden door naar de play-offronde van de Europa League. De drie verliezers bij de niet-kampioenen stroomden door naar de groepsfase van het hoofdtoernooi van de Europa League.
| Team 1           | Res.             | Team 2             |
| ---------------- | ---------------- | ------------------ |
| FC Midtjylland   | 3 – 0            | BSC Young Boys     |
| Ferencvárosi TC  | 2 – 1            | Dinamo Zagreb      |
| Maccabi Tel Aviv | 1 – 0            | Dinamo Brest       |
| Omonia Nicosia   | 1 – 1 ns (4 – 2) | Rode Ster Belgrado |
| FK Qarabağ       | 0 – 0 ns (5 – 6) | Molde FK           |

| Team 1        | Res.  | Team 2     |
| ------------- | ----- | ---------- |
| AA Gent       | 2 – 1 | Rapid Wien |
| PAOK Saloniki | 2 – 1 | SL Benfica |
| Dynamo Kiev   | 2 – 0 | AZ         |

### Play-offronde
De play-offronde bestaat uit twee aparte constructies: een voor kampioenen en een voor niet-kampioenen. De verliezende clubs uit beide constructies stromen door naar de groepsfase van het hoofdtoernooi van de Europa League.

#### Kampioenen
| Team 1             | Tot.      | Team 2            | 1e wedstr. | 2e wedstr. |
| ------------------ | --------- | ----------------- | ---------- | ---------- |
| Olympiakos Piraeus | 2 – 0     | Omonia Nicosia    | 2 – 0      | 0 – 0      |
| Slavia Praag       | 1 – 4     | FC Midtjylland    | 0 – 0      | 1 – 4      |
| Maccabi Tel Aviv   | 2 – 5     | Red Bull Salzburg | 1 – 2      | 1 – 3      |
| Molde FK           | 3 – 3 (u) | Ferencvárosi TC   | 3 – 3      | 0 – 0      |

#### Niet-kampioenen
| Team 1       | Tot.  | Team 2        | 1e wedstr. | 2e wedstr. |
| ------------ | ----- | ------------- | ---------- | ---------- |
| FK Krasnodar | 4 – 2 | PAOK Saloniki | 2 – 1      | 2 – 1      |
| AA Gent      | 1 – 5 | Dynamo Kiev   | 1 – 2      | 0 – 3      |

## Hoofdtoernooi

### Groepsfase
De loting vond plaats op donderdag 1 oktober 2020. Een totaal van 32 teams werd verdeeld over 8 groepen van elk 4 teams, met de regel dat teams uit hetzelfde land niet in dezelfde groep konden komen. De 32 teams bestaan uit 26 rechtstreeks geplaatste teams en de 6 winnaars van de play-offronde uit beide constructies.
Potindeling
| Pot 1                 | Pot 1   |
| Team                  | Coeff.  |
| --------------------- | ------- |
| Bayern München TH     | 136.000 |
| Sevilla FC EL-TH      | 102.000 |
| Real Madrid           | 134.000 |
| Liverpool FC          | 099.000 |
| Juventus              | 117.000 |
| Paris Saint-Germain   | 113.000 |
| Zenit Sint-Petersburg | 064.000 |
| FC Porto              | 075.000 |

| Pot 2             | Pot 2   |
| Team              | Coeff.  |
| ----------------- | ------- |
| FC Barcelona      | 128.000 |
| Atlético Madrid   | 127.000 |
| Manchester City   | 116.000 |
| Manchester United | 100.000 |
| Borussia Dortmund | 085.000 |
| Sjachtar Donetsk  | 085.000 |
| Chelsea FC        | 083.000 |
| Ajax              | 069.500 |

| Pot 3              | Pot 3  |
| Team               | Coeff. |
| ------------------ | ------ |
| Dynamo Kiev        | 55.000 |
| Red Bull Salzburg  | 53.500 |
| RB Leipzig         | 49.000 |
| Internazionale     | 44.000 |
| Olympiakos Piraeus | 43.000 |
| SS Lazio           | 41.000 |
| FK Krasnodar       | 35.500 |
| Atalanta Bergamo   | 33.500 |

| Pot 4                    | Pot 4  |
| Team                     | Coeff. |
| ------------------------ | ------ |
| Lokomotiv Moskou         | 33.000 |
| Olympique Marseille      | 31.000 |
| Club Brugge              | 28.500 |
| Borussia Mönchengladbach | 26.000 |
| Istanbul Başakşehir      | 21.500 |
| FC Midtjylland           | 14.500 |
| Stade Rennes             | 14.000 |
| Ferencvárosi TC          | 09.000 |

| Legendakleuren in de tabellen                                      |
| Groepswinnaars en nummers twee gaan door naar de knock-outfase     |
| Nummers 3 gaan door naar de zestiende finale van de Europa League. |
| Uitgeschakeld                                                      |

#### Groep A
| Pos | Team              | Wed | W | G | V | Ptn | DV | DT | +/− |                    |  | BAY | ATM | RBS | LMO |
| --- | ----------------- | --- | - | - | - | --- | -- | -- | --- | ------------------ |  | --- | --- | --- | --- |
| 1   | Bayern München    | 6   | 5 | 1 | 0 | 16  | 18 | 5  | +13 | Naar knock-outfase |  |     | 4–0 | 3–1 | 2–0 |
| 2   | Atlético Madrid   | 6   | 2 | 3 | 1 | 9   | 7  | 8  | −1  | Naar knock-outfase |  | 1–1 |     | 3–2 | 0–0 |
| 3   | Red Bull Salzburg | 6   | 1 | 1 | 4 | 4   | 10 | 17 | −7  | Naar EL            |  | 2–6 | 0–2 |     | 2–2 |
| 4   | Lokomotiv Moskou  | 6   | 0 | 3 | 3 | 3   | 5  | 10 | −5  |                    |  | 1–2 | 1–1 | 1–3 |     |

##### Wedstrijden
|                           |                              |       |                         |                                                                                        |
| 21 oktober 2020 18:55 uur | Red Bull Salzburg            | 2 – 2 | Lokomotiv Moskou        | Stadion: Red Bull Arena, Salzburg Toeschouwers: 3.000 Scheidsrechter: Serdar Gözübüyük |
| 21 oktober 2020 18:55 uur | Szoboszlai 45' Junuzović 50' |       | 19' Éder 75' Lisakovich | Stadion: Red Bull Arena, Salzburg Toeschouwers: 3.000 Scheidsrechter: Serdar Gözübüyük |
| 21 oktober 2020 18:55 uur |                              |       |                         | Stadion: Red Bull Arena, Salzburg Toeschouwers: 3.000 Scheidsrechter: Serdar Gözübüyük |
| 21 oktober 2020 18:55 uur |                              |       |                         | Stadion: Red Bull Arena, Salzburg Toeschouwers: 3.000 Scheidsrechter: Serdar Gözübüyük |
|                           |                              |       |                         |                                                                                        |

|                           |                                         |       |                 |                                                                                |
| 21 oktober 2020 21:00 uur | Bayern München                          | 4 – 0 | Atlético Madrid | Stadion: Allianz Arena, München Toeschouwers: 0 Scheidsrechter: Michael Oliver |
| 21 oktober 2020 21:00 uur | Coman 28', 72' Goretzka 41' Tolisso 66' |       |                 | Stadion: Allianz Arena, München Toeschouwers: 0 Scheidsrechter: Michael Oliver |
| 21 oktober 2020 21:00 uur |                                         |       |                 | Stadion: Allianz Arena, München Toeschouwers: 0 Scheidsrechter: Michael Oliver |
| 21 oktober 2020 21:00 uur |                                         |       |                 | Stadion: Allianz Arena, München Toeschouwers: 0 Scheidsrechter: Michael Oliver |
|                           |                                         |       |                 |                                                                                |

|                           |                     |       |                          |                                                                                     |
| 27 oktober 2020 18:55 uur | Lokomotiv Moskou    | 1 – 2 | Bayern München           | Stadion: Lokomotivstadion, Moskou Toeschouwers: 8.196 Scheidsrechter: István Kovács |
| 27 oktober 2020 18:55 uur | An. Mirantsjoek 70' |       | 13' Goretzka 79' Kimmich | Stadion: Lokomotivstadion, Moskou Toeschouwers: 8.196 Scheidsrechter: István Kovács |
| 27 oktober 2020 18:55 uur |                     |       |                          | Stadion: Lokomotivstadion, Moskou Toeschouwers: 8.196 Scheidsrechter: István Kovács |
| 27 oktober 2020 18:55 uur |                     |       |                          | Stadion: Lokomotivstadion, Moskou Toeschouwers: 8.196 Scheidsrechter: István Kovács |
|                           |                     |       |                          |                                                                                     |

|                           |                             |       |                                  |                                                                                          |
| 27 oktober 2020 21:00 uur | Atlético Madrid             | 3 – 2 | Red Bull Salzburg                | Stadion: Estadio Wanda Metropolitano, Madrid Toeschouwers: 0 Scheidsrechter: Marco Guida |
| 27 oktober 2020 21:00 uur | Llorente 29' Félix 52', 85' |       | 40' Szoboszlai 47' (e.d.) Felipe | Stadion: Estadio Wanda Metropolitano, Madrid Toeschouwers: 0 Scheidsrechter: Marco Guida |
| 27 oktober 2020 21:00 uur |                             |       |                                  | Stadion: Estadio Wanda Metropolitano, Madrid Toeschouwers: 0 Scheidsrechter: Marco Guida |
| 27 oktober 2020 21:00 uur |                             |       |                                  | Stadion: Estadio Wanda Metropolitano, Madrid Toeschouwers: 0 Scheidsrechter: Marco Guida |
|                           |                             |       |                                  |                                                                                          |

|                           |                            |       |                 |                                                                                      |
| 3 november 2020 18:55 uur | Lokomotiv Moskou           | 1 – 1 | Atlético Madrid | Stadion: Lokomotivstadion, Moskou Toeschouwers: 8.147 Scheidsrechter: Benoît Bastien |
| 3 november 2020 18:55 uur | An. Mirantsjoek 25' (pen.) |       | 18' Giménez     | Stadion: Lokomotivstadion, Moskou Toeschouwers: 8.147 Scheidsrechter: Benoît Bastien |
| 3 november 2020 18:55 uur |                            |       |                 | Stadion: Lokomotivstadion, Moskou Toeschouwers: 8.147 Scheidsrechter: Benoît Bastien |
| 3 november 2020 18:55 uur |                            |       |                 | Stadion: Lokomotivstadion, Moskou Toeschouwers: 8.147 Scheidsrechter: Benoît Bastien |
|                           |                            |       |                 |                                                                                      |

|                           |                        |       |                                                                                        |                                                                                     |
| 3 november 2020 21:00 uur | Red Bull Salzburg      | 2 – 6 | Bayern München                                                                         | Stadion: Red Bull Arena, Salzburg Toeschouwers: 0 Scheidsrechter: Aleksej Koelbakov |
| 3 november 2020 21:00 uur | Berisha 4' Okugawa 66' |       | 21' (pen.), 88' Lewandowski 44' (e.d.) Kristensen 79' Boateng 83' Sané 90+2' Hernández | Stadion: Red Bull Arena, Salzburg Toeschouwers: 0 Scheidsrechter: Aleksej Koelbakov |
| 3 november 2020 21:00 uur |                        |       |                                                                                        | Stadion: Red Bull Arena, Salzburg Toeschouwers: 0 Scheidsrechter: Aleksej Koelbakov |
| 3 november 2020 21:00 uur |                        |       |                                                                                        | Stadion: Red Bull Arena, Salzburg Toeschouwers: 0 Scheidsrechter: Aleksej Koelbakov |
|                           |                        |       |                                                                                        |                                                                                     |

|                            |                 |       |                  |                                                                                            |
| 25 november 2020 21:00 uur | Atlético Madrid | 0 – 0 | Lokomotiv Moskou | Stadion: Estadio Wanda Metropolitano, Madrid Toeschouwers: 0 Scheidsrechter: Slavko Vinčić |
| 25 november 2020 21:00 uur |                 |       |                  | Stadion: Estadio Wanda Metropolitano, Madrid Toeschouwers: 0 Scheidsrechter: Slavko Vinčić |
| 25 november 2020 21:00 uur |                 |       |                  | Stadion: Estadio Wanda Metropolitano, Madrid Toeschouwers: 0 Scheidsrechter: Slavko Vinčić |
| 25 november 2020 21:00 uur |                 |       |                  | Stadion: Estadio Wanda Metropolitano, Madrid Toeschouwers: 0 Scheidsrechter: Slavko Vinčić |
|                            |                 |       |                  |                                                                                            |

|                            |                                                  |       |                   |                                                                                |
| 25 november 2020 21:00 uur | Bayern München                                   | 3 – 1 | Red Bull Salzburg | Stadion: Allianz Arena, München Toeschouwers: 0 Scheidsrechter: Orel Grinfeeld |
| 25 november 2020 21:00 uur | Lewandowski 42' Coman 52' Roca 48', 66' Sané 68' |       | 73' Berisha       | Stadion: Allianz Arena, München Toeschouwers: 0 Scheidsrechter: Orel Grinfeeld |
| 25 november 2020 21:00 uur |                                                  |       |                   | Stadion: Allianz Arena, München Toeschouwers: 0 Scheidsrechter: Orel Grinfeeld |
| 25 november 2020 21:00 uur |                                                  |       |                   | Stadion: Allianz Arena, München Toeschouwers: 0 Scheidsrechter: Orel Grinfeeld |
|                            |                                                  |       |                   |                                                                                |

|                           |                            |       |                              |                                                                                     |
| 1 december 2020 18:55 uur | Lokomotiv Moskou           | 1 – 3 | Red Bull Salzburg            | Stadion: Lokomotivstadion, Moskou Toeschouwers: 6.759 Scheidsrechter: Ali Palabıyık |
| 1 december 2020 18:55 uur | An. Mirantsjoek 79' (pen.) |       | 28', 41' Berisha 81' Adeyemi | Stadion: Lokomotivstadion, Moskou Toeschouwers: 6.759 Scheidsrechter: Ali Palabıyık |
| 1 december 2020 18:55 uur |                            |       |                              | Stadion: Lokomotivstadion, Moskou Toeschouwers: 6.759 Scheidsrechter: Ali Palabıyık |
| 1 december 2020 18:55 uur |                            |       |                              | Stadion: Lokomotivstadion, Moskou Toeschouwers: 6.759 Scheidsrechter: Ali Palabıyık |
|                           |                            |       |                              |                                                                                     |

|                           |                 |       |                   |                                                                                             |
| 1 december 2020 21:00 uur | Atlético Madrid | 1 – 1 | Bayern München    | Stadion: Estadio Wanda Metropolitano, Madrid Toeschouwers: 0 Scheidsrechter: Clément Turpin |
| 1 december 2020 21:00 uur | Félix 26'       |       | 86' (pen.) Müller | Stadion: Estadio Wanda Metropolitano, Madrid Toeschouwers: 0 Scheidsrechter: Clément Turpin |
| 1 december 2020 21:00 uur |                 |       |                   | Stadion: Estadio Wanda Metropolitano, Madrid Toeschouwers: 0 Scheidsrechter: Clément Turpin |
| 1 december 2020 21:00 uur |                 |       |                   | Stadion: Estadio Wanda Metropolitano, Madrid Toeschouwers: 0 Scheidsrechter: Clément Turpin |
|                           |                 |       |                   |                                                                                             |

|                           |                            |       |                  |                                                                                |
| 9 december 2020 21:00 uur | Bayern München             | 2 – 0 | Lokomotiv Moskou | Stadion: Allianz Arena, München Toeschouwers: 0 Scheidsrechter: Sandro Schärer |
| 9 december 2020 21:00 uur | Süle 63' Choupo-Moting 80' |       |                  | Stadion: Allianz Arena, München Toeschouwers: 0 Scheidsrechter: Sandro Schärer |
| 9 december 2020 21:00 uur |                            |       |                  | Stadion: Allianz Arena, München Toeschouwers: 0 Scheidsrechter: Sandro Schärer |
| 9 december 2020 21:00 uur |                            |       |                  | Stadion: Allianz Arena, München Toeschouwers: 0 Scheidsrechter: Sandro Schärer |
|                           |                            |       |                  |                                                                                |

|                           |                   |                          |                 |                                                                                  |
| 9 december 2020 21:00 uur | Red Bull Salzburg | 0 – 2                    | Atlético Madrid | Stadion: Red Bull Arena, Salzburg Toeschouwers: 0 Scheidsrechter: Anthony Taylor |
| 9 december 2020 21:00 uur |                   | 39' Hermoso 86' Carrasco |                 | Stadion: Red Bull Arena, Salzburg Toeschouwers: 0 Scheidsrechter: Anthony Taylor |
| 9 december 2020 21:00 uur |                   |                          |                 | Stadion: Red Bull Arena, Salzburg Toeschouwers: 0 Scheidsrechter: Anthony Taylor |
| 9 december 2020 21:00 uur |                   |                          |                 | Stadion: Red Bull Arena, Salzburg Toeschouwers: 0 Scheidsrechter: Anthony Taylor |
|                           |                   |                          |                 |                                                                                  |

#### Groep B
| Pos | Team                     | Wed | W | G | V | Ptn | DV | DT | +/− |                    |  | RMA | BMG | SHK | INT |
| --- | ------------------------ | --- | - | - | - | --- | -- | -- | --- | ------------------ |  | --- | --- | --- | --- |
| 1   | Real Madrid              | 6   | 3 | 1 | 2 | 10  | 11 | 9  | +2  | Naar knock-outfase |  |     | 2–0 | 2–3 | 3–2 |
| 2   | Borussia Mönchengladbach | 6   | 2 | 2 | 2 | 8   | 16 | 9  | +7  | Naar knock-outfase |  | 2–2 |     | 4–0 | 2–3 |
| 3   | Sjachtar Donetsk         | 6   | 2 | 2 | 2 | 8   | 5  | 12 | −7  | Naar EL            |  | 2–0 | 0–6 |     | 0–0 |
| 4   | Internazionale           | 6   | 1 | 3 | 2 | 6   | 7  | 9  | −2  |                    |  | 0–2 | 2–2 | 0–0 |     |

1. 1 2  head-to-head punten: Borussia Mönchengladbach 6, Sjachtar Donetsk 0

##### Wedstrijden
|                           |                       |       |                                        |                                                                                             |
| 21 oktober 2020 18:55 uur | Real Madrid           | 2 – 3 | Sjachtar Donetsk                       | Stadion: Estadio Alfredo Di Stéfano, Madrid Toeschouwers: 0 Scheidsrechter: Srđan Jovanović |
| 21 oktober 2020 18:55 uur | Modrić 54' Júnior 59' |       | 29' Tetê 33' (e.d.) Varane 42' Solomon | Stadion: Estadio Alfredo Di Stéfano, Madrid Toeschouwers: 0 Scheidsrechter: Srđan Jovanović |
| 21 oktober 2020 18:55 uur |                       |       |                                        | Stadion: Estadio Alfredo Di Stéfano, Madrid Toeschouwers: 0 Scheidsrechter: Srđan Jovanović |
| 21 oktober 2020 18:55 uur |                       |       |                                        | Stadion: Estadio Alfredo Di Stéfano, Madrid Toeschouwers: 0 Scheidsrechter: Srđan Jovanović |
|                           |                       |       |                                        |                                                                                             |

|                           |                 |       |                                   |                                                                                           |
| 21 oktober 2020 21:00 uur | Internazionale  | 2 – 2 | Borussia Mönchengladbach          | Stadion: Stadio Giuseppe Meazza, Milaan Toeschouwers: 1.000 Scheidsrechter: Björn Kuipers |
| 21 oktober 2020 21:00 uur | Lukaku 49', 90' |       | 63' (pen.) Bensebaini 84' Hofmann | Stadion: Stadio Giuseppe Meazza, Milaan Toeschouwers: 1.000 Scheidsrechter: Björn Kuipers |
| 21 oktober 2020 21:00 uur |                 |       |                                   | Stadion: Stadio Giuseppe Meazza, Milaan Toeschouwers: 1.000 Scheidsrechter: Björn Kuipers |
| 21 oktober 2020 21:00 uur |                 |       |                                   | Stadion: Stadio Giuseppe Meazza, Milaan Toeschouwers: 1.000 Scheidsrechter: Björn Kuipers |
|                           |                 |       |                                   |                                                                                           |

|                           |                  |       |                |                                                                                    |
| 27 oktober 2020 18:55 uur | Sjachtar Donetsk | 0 – 0 | Internazionale | Stadion: NSK Olimpiejsky, Kiev Toeschouwers: 10.178 Scheidsrechter: Georgi Kabakov |
| 27 oktober 2020 18:55 uur |                  |       |                | Stadion: NSK Olimpiejsky, Kiev Toeschouwers: 10.178 Scheidsrechter: Georgi Kabakov |
| 27 oktober 2020 18:55 uur |                  |       |                | Stadion: NSK Olimpiejsky, Kiev Toeschouwers: 10.178 Scheidsrechter: Georgi Kabakov |
| 27 oktober 2020 18:55 uur |                  |       |                | Stadion: NSK Olimpiejsky, Kiev Toeschouwers: 10.178 Scheidsrechter: Georgi Kabakov |
|                           |                  |       |                |                                                                                    |

|                           |                          |       |                            |                                                                                        |
| 27 oktober 2020 21:00 uur | Borussia Mönchengladbach | 2 – 2 | Real Madrid                | Stadion: Borussia-Park, Mönchengladbach Toeschouwers: 0 Scheidsrechter: Orel Grinfeeld |
| 27 oktober 2020 21:00 uur | Thuram 33', 58'          |       | 87' Benzema 90+3' Casemiro | Stadion: Borussia-Park, Mönchengladbach Toeschouwers: 0 Scheidsrechter: Orel Grinfeeld |
| 27 oktober 2020 21:00 uur |                          |       |                            | Stadion: Borussia-Park, Mönchengladbach Toeschouwers: 0 Scheidsrechter: Orel Grinfeeld |
| 27 oktober 2020 21:00 uur |                          |       |                            | Stadion: Borussia-Park, Mönchengladbach Toeschouwers: 0 Scheidsrechter: Orel Grinfeeld |
|                           |                          |       |                            |                                                                                        |

|                           |                  |                                                               |                          |                                                                                 |
| 3 november 2020 18:55 uur | Sjachtar Donetsk | 0 – 6                                                         | Borussia Mönchengladbach | Stadion: NSK Olimpiejsky, Kiev Toeschouwers: 0 Scheidsrechter: Serdar Gözübüyük |
| 3 november 2020 18:55 uur |                  | 8', 26', 78' Pléa 17' (e.d.) Bondar 44' Bensebaini 65' Stindl |                          | Stadion: NSK Olimpiejsky, Kiev Toeschouwers: 0 Scheidsrechter: Serdar Gözübüyük |
| 3 november 2020 18:55 uur |                  |                                                               |                          | Stadion: NSK Olimpiejsky, Kiev Toeschouwers: 0 Scheidsrechter: Serdar Gözübüyük |
| 3 november 2020 18:55 uur |                  |                                                               |                          | Stadion: NSK Olimpiejsky, Kiev Toeschouwers: 0 Scheidsrechter: Serdar Gözübüyük |
|                           |                  |                                                               |                          |                                                                                 |

|                           |                                   |       |                          |                                                                                            |
| 3 november 2020 21:00 uur | Real Madrid                       | 3 – 2 | Internazionale           | Stadion: Estadio Alfredo Di Stéfano, Madrid Toeschouwers: 0 Scheidsrechter: Clément Turpin |
| 3 november 2020 21:00 uur | Benzema 25' Ramos 33' Rodrygo 80' |       | 35' Martínez 68' Perišić | Stadion: Estadio Alfredo Di Stéfano, Madrid Toeschouwers: 0 Scheidsrechter: Clément Turpin |
| 3 november 2020 21:00 uur |                                   |       |                          | Stadion: Estadio Alfredo Di Stéfano, Madrid Toeschouwers: 0 Scheidsrechter: Clément Turpin |
| 3 november 2020 21:00 uur |                                   |       |                          | Stadion: Estadio Alfredo Di Stéfano, Madrid Toeschouwers: 0 Scheidsrechter: Clément Turpin |
|                           |                                   |       |                          |                                                                                            |

|                            |                                                    |       |                  |                                                                                      |
| 25 november 2020 18:55 uur | Borussia Mönchengladbach                           | 4 – 0 | Sjachtar Donetsk | Stadion: Borussia-Park, Mönchengladbach Toeschouwers: 0 Scheidsrechter: Cüneyt Çakır |
| 25 november 2020 18:55 uur | Stindl 17' (pen.) Elvedi 34' Emblo 45+1' Wendt 77' |       |                  | Stadion: Borussia-Park, Mönchengladbach Toeschouwers: 0 Scheidsrechter: Cüneyt Çakır |
| 25 november 2020 18:55 uur |                                                    |       |                  | Stadion: Borussia-Park, Mönchengladbach Toeschouwers: 0 Scheidsrechter: Cüneyt Çakır |
| 25 november 2020 18:55 uur |                                                    |       |                  | Stadion: Borussia-Park, Mönchengladbach Toeschouwers: 0 Scheidsrechter: Cüneyt Çakır |
|                            |                                                    |       |                  |                                                                                      |

|                            |                |       |                              |                                                                                        |
| 25 november 2020 21:00 uur | Internazionale | 0 – 2 | Real Madrid                  | Stadion: Stadio Giuseppe Meazza, Milaan Toeschouwers: 0 Scheidsrechter: Anthony Taylor |
| 25 november 2020 21:00 uur | Vidal 33', 33' |       | 7' (pen.) Hazard 59' Rodrygo | Stadion: Stadio Giuseppe Meazza, Milaan Toeschouwers: 0 Scheidsrechter: Anthony Taylor |
| 25 november 2020 21:00 uur |                |       |                              | Stadion: Stadio Giuseppe Meazza, Milaan Toeschouwers: 0 Scheidsrechter: Anthony Taylor |
| 25 november 2020 21:00 uur |                |       |                              | Stadion: Stadio Giuseppe Meazza, Milaan Toeschouwers: 0 Scheidsrechter: Anthony Taylor |
|                            |                |       |                              |                                                                                        |

|                           |                          |       |             |                                                                               |
| 1 december 2020 18:55 uur | Sjachtar Donetsk         | 2 – 0 | Real Madrid | Stadion: NSK Olimpiejsky, Kiev Toeschouwers: 0 Scheidsrechter: Ovidiu Haţegan |
| 1 december 2020 18:55 uur | Dentinho 57' Solomon 82' |       |             | Stadion: NSK Olimpiejsky, Kiev Toeschouwers: 0 Scheidsrechter: Ovidiu Haţegan |
| 1 december 2020 18:55 uur |                          |       |             | Stadion: NSK Olimpiejsky, Kiev Toeschouwers: 0 Scheidsrechter: Ovidiu Haţegan |
| 1 december 2020 18:55 uur |                          |       |             | Stadion: NSK Olimpiejsky, Kiev Toeschouwers: 0 Scheidsrechter: Ovidiu Haţegan |
|                           |                          |       |             |                                                                               |

|                           |                          |       |                             |                                                                                        |
| 1 december 2020 21:00 uur | Borussia Mönchengladbach | 2 – 3 | Internazionale              | Stadion: Borussia-Park, Mönchengladbach Toeschouwers: 0 Scheidsrechter: Danny Makkelie |
| 1 december 2020 21:00 uur | Pléa 45+1', 75'          |       | 17' Darmian 64', 73' Lukaku | Stadion: Borussia-Park, Mönchengladbach Toeschouwers: 0 Scheidsrechter: Danny Makkelie |
| 1 december 2020 21:00 uur |                          |       |                             | Stadion: Borussia-Park, Mönchengladbach Toeschouwers: 0 Scheidsrechter: Danny Makkelie |
| 1 december 2020 21:00 uur |                          |       |                             | Stadion: Borussia-Park, Mönchengladbach Toeschouwers: 0 Scheidsrechter: Danny Makkelie |
|                           |                          |       |                             |                                                                                        |

|                           |                 |       |                          |                                                                                           |
| 9 december 2020 21:00 uur | Real Madrid     | 2 – 0 | Borussia Mönchengladbach | Stadion: Estadio Alfredo Di Stéfano, Madrid Toeschouwers: 0 Scheidsrechter: Björn Kuipers |
| 9 december 2020 21:00 uur | Benzema 9', 31' |       |                          | Stadion: Estadio Alfredo Di Stéfano, Madrid Toeschouwers: 0 Scheidsrechter: Björn Kuipers |
| 9 december 2020 21:00 uur |                 |       |                          | Stadion: Estadio Alfredo Di Stéfano, Madrid Toeschouwers: 0 Scheidsrechter: Björn Kuipers |
| 9 december 2020 21:00 uur |                 |       |                          | Stadion: Estadio Alfredo Di Stéfano, Madrid Toeschouwers: 0 Scheidsrechter: Björn Kuipers |
|                           |                 |       |                          |                                                                                           |

|                           |                |       |                  |                                                                                       |
| 9 december 2020 21:00 uur | Internazionale | 0 – 0 | Sjachtar Donetsk | Stadion: Stadio Giuseppe Meazza, Milaan Toeschouwers: 0 Scheidsrechter: Slavko Vinčić |
| 9 december 2020 21:00 uur |                |       |                  | Stadion: Stadio Giuseppe Meazza, Milaan Toeschouwers: 0 Scheidsrechter: Slavko Vinčić |
| 9 december 2020 21:00 uur |                |       |                  | Stadion: Stadio Giuseppe Meazza, Milaan Toeschouwers: 0 Scheidsrechter: Slavko Vinčić |
| 9 december 2020 21:00 uur |                |       |                  | Stadion: Stadio Giuseppe Meazza, Milaan Toeschouwers: 0 Scheidsrechter: Slavko Vinčić |
|                           |                |       |                  |                                                                                       |

#### Groep C
| Pos | Team                | Wed | W | G | V | Ptn | DV | DT | +/− |                    |  | MCI | POR | OLY | OLM |
| --- | ------------------- | --- | - | - | - | --- | -- | -- | --- | ------------------ |  | --- | --- | --- | --- |
| 1   | Manchester City     | 6   | 5 | 1 | 0 | 16  | 13 | 1  | +12 | Naar knock-outfase |  |     | 3–1 | 3–0 | 3–0 |
| 2   | FC Porto            | 6   | 4 | 1 | 1 | 13  | 10 | 3  | +7  | Naar knock-outfase |  | 0–0 |     | 2–0 | 3–0 |
| 3   | Olympiakos Piraeus  | 6   | 1 | 0 | 5 | 3   | 2  | 10 | −8  | Naar EL            |  | 0–1 | 0–2 |     | 1–0 |
| 4   | Olympique Marseille | 6   | 1 | 0 | 5 | 3   | 2  | 13 | −11 |                    |  | 0–3 | 0–2 | 2–1 |     |

1. 1 2  Gelijkspel op head-to-head punten (3). Head-to-head uitdoelpunten: Olympiakos Piraeus 1, Olympique Marseille 0.

##### Wedstrijden
|                           |                                           |       |          |                                                                                      |
| 21 oktober 2020 21:00 uur | Manchester City                           | 3 – 1 | FC Porto | Stadion: Etihad Stadium, Manchester Toeschouwers: 0 Scheidsrechter: Andris Treimanis |
| 21 oktober 2020 21:00 uur | Agüero 20' (pen.) Gündoğan 65' Torres 73' |       | 14' Díaz | Stadion: Etihad Stadium, Manchester Toeschouwers: 0 Scheidsrechter: Andris Treimanis |
| 21 oktober 2020 21:00 uur |                                           |       |          | Stadion: Etihad Stadium, Manchester Toeschouwers: 0 Scheidsrechter: Andris Treimanis |
| 21 oktober 2020 21:00 uur |                                           |       |          | Stadion: Etihad Stadium, Manchester Toeschouwers: 0 Scheidsrechter: Andris Treimanis |
|                           |                                           |       |          |                                                                                      |

|                           |                    |       |                     |                                                                                              |
| 21 oktober 2020 21:00 uur | Olympiakos Piraeus | 1 – 0 | Olympique Marseille | Stadion: Georgios Karaiskákisstadion, Piraeus Toeschouwers: 0 Scheidsrechter: Daniele Orsato |
| 21 oktober 2020 21:00 uur | Koka 90+1'         |       |                     | Stadion: Georgios Karaiskákisstadion, Piraeus Toeschouwers: 0 Scheidsrechter: Daniele Orsato |
| 21 oktober 2020 21:00 uur |                    |       |                     | Stadion: Georgios Karaiskákisstadion, Piraeus Toeschouwers: 0 Scheidsrechter: Daniele Orsato |
| 21 oktober 2020 21:00 uur |                    |       |                     | Stadion: Georgios Karaiskákisstadion, Piraeus Toeschouwers: 0 Scheidsrechter: Daniele Orsato |
|                           |                    |       |                     |                                                                                              |

|                           |                         |       |                    |                                                                                      |
| 27 oktober 2020 21:00 uur | FC Porto                | 2 – 0 | Olympiakos Piraeus | Stadion: Estádio do Dragão, Porto Toeschouwers: 2.450 Scheidsrechter: Daniel Siebert |
| 27 oktober 2020 21:00 uur | Vieira 11' Oliveira 85' |       |                    | Stadion: Estádio do Dragão, Porto Toeschouwers: 2.450 Scheidsrechter: Daniel Siebert |
| 27 oktober 2020 21:00 uur |                         |       |                    | Stadion: Estádio do Dragão, Porto Toeschouwers: 2.450 Scheidsrechter: Daniel Siebert |
| 27 oktober 2020 21:00 uur |                         |       |                    | Stadion: Estádio do Dragão, Porto Toeschouwers: 2.450 Scheidsrechter: Daniel Siebert |
|                           |                         |       |                    |                                                                                      |

|                           |                     |                                      |                 |                                                                                    |
| 27 oktober 2020 21:00 uur | Olympique Marseille | 0 – 3                                | Manchester City | Stadion: Stade Vélodrome, Marseille Toeschouwers: 0 Scheidsrechter: Tobias Stieler |
| 27 oktober 2020 21:00 uur |                     | 18' Torres 76' Gündoğan 81' Sterling |                 | Stadion: Stade Vélodrome, Marseille Toeschouwers: 0 Scheidsrechter: Tobias Stieler |
| 27 oktober 2020 21:00 uur |                     |                                      |                 | Stadion: Stade Vélodrome, Marseille Toeschouwers: 0 Scheidsrechter: Tobias Stieler |
| 27 oktober 2020 21:00 uur |                     |                                      |                 | Stadion: Stade Vélodrome, Marseille Toeschouwers: 0 Scheidsrechter: Tobias Stieler |
|                           |                     |                                      |                 |                                                                                    |

|                           |                                          |       |                    |                                                                                             |
| 3 november 2020 21:00 uur | Manchester City                          | 3 – 0 | Olympiakos Piraeus | Stadion: Etihad Stadium, Manchester Toeschouwers: 0 Scheidsrechter: Carlos del Cerro Grande |
| 3 november 2020 21:00 uur | Torres 12' Gabriel Jesus 81' Cancelo 90' |       |                    | Stadion: Etihad Stadium, Manchester Toeschouwers: 0 Scheidsrechter: Carlos del Cerro Grande |
| 3 november 2020 21:00 uur |                                          |       |                    | Stadion: Etihad Stadium, Manchester Toeschouwers: 0 Scheidsrechter: Carlos del Cerro Grande |
| 3 november 2020 21:00 uur |                                          |       |                    | Stadion: Etihad Stadium, Manchester Toeschouwers: 0 Scheidsrechter: Carlos del Cerro Grande |
|                           |                                          |       |                    |                                                                                             |

|                           |                                        |       |                     |                                                                                       |
| 3 november 2020 21:00 uur | FC Porto                               | 3 – 0 | Olympique Marseille | Stadion: Estádio do Dragão, Porto Toeschouwers: 0 Scheidsrechter: Antonio Mateu Lahoz |
| 3 november 2020 21:00 uur | Marega 4' Oliveira 28' (pen.) Díaz 69' |       |                     | Stadion: Estádio do Dragão, Porto Toeschouwers: 0 Scheidsrechter: Antonio Mateu Lahoz |
| 3 november 2020 21:00 uur |                                        |       |                     | Stadion: Estádio do Dragão, Porto Toeschouwers: 0 Scheidsrechter: Antonio Mateu Lahoz |
| 3 november 2020 21:00 uur |                                        |       |                     | Stadion: Estádio do Dragão, Porto Toeschouwers: 0 Scheidsrechter: Antonio Mateu Lahoz |
|                           |                                        |       |                     |                                                                                       |

|                            |                    |           |                 |                                                                                            |
| 25 november 2020 18:55 uur | Olympiakos Piraeus | 0 – 1     | Manchester City | Stadion: Georgios Karaiskákisstadion, Piraeus Toeschouwers: 0 Scheidsrechter: Davide Massa |
| 25 november 2020 18:55 uur |                    | 36' Foden |                 | Stadion: Georgios Karaiskákisstadion, Piraeus Toeschouwers: 0 Scheidsrechter: Davide Massa |
| 25 november 2020 18:55 uur |                    |           |                 | Stadion: Georgios Karaiskákisstadion, Piraeus Toeschouwers: 0 Scheidsrechter: Davide Massa |
| 25 november 2020 18:55 uur |                    |           |                 | Stadion: Georgios Karaiskákisstadion, Piraeus Toeschouwers: 0 Scheidsrechter: Davide Massa |
|                            |                    |           |                 |                                                                                            |

|                            |                     |       |                                                |                                                                                    |
| 25 november 2020 21:00 uur | Olympique Marseille | 0 – 2 | FC Porto                                       | Stadion: Stade Vélodrome, Marseille Toeschouwers: 0 Scheidsrechter: Andreas Ekberg |
| 25 november 2020 21:00 uur | Balerdi 29', 70'    |       | 39' Sanusi 58', 67' Grujić 72' (pen.) Oliveira | Stadion: Stade Vélodrome, Marseille Toeschouwers: 0 Scheidsrechter: Andreas Ekberg |
| 25 november 2020 21:00 uur |                     |       |                                                | Stadion: Stade Vélodrome, Marseille Toeschouwers: 0 Scheidsrechter: Andreas Ekberg |
| 25 november 2020 21:00 uur |                     |       |                                                | Stadion: Stade Vélodrome, Marseille Toeschouwers: 0 Scheidsrechter: Andreas Ekberg |
|                            |                     |       |                                                |                                                                                    |

|                           |                              |       |                    |                                                                                       |
| 1 december 2020 21:00 uur | Olympique Marseille          | 2 – 1 | Olympiakos Piraeus | Stadion: Stade Vélodrome, Marseille Toeschouwers: 0 Scheidsrechter: Jesús Gil Manzano |
| 1 december 2020 21:00 uur | Payet 55' (pen.), 75' (pen.) |       | 33' Camara         | Stadion: Stade Vélodrome, Marseille Toeschouwers: 0 Scheidsrechter: Jesús Gil Manzano |
| 1 december 2020 21:00 uur |                              |       |                    | Stadion: Stade Vélodrome, Marseille Toeschouwers: 0 Scheidsrechter: Jesús Gil Manzano |
| 1 december 2020 21:00 uur |                              |       |                    | Stadion: Stade Vélodrome, Marseille Toeschouwers: 0 Scheidsrechter: Jesús Gil Manzano |
|                           |                              |       |                    |                                                                                       |

|                           |          |       |                 |                                                                                 |
| 1 december 2020 21:00 uur | FC Porto | 0 – 0 | Manchester City | Stadion: Estádio do Dragão, Porto Toeschouwers: 0 Scheidsrechter: Björn Kuipers |
| 1 december 2020 21:00 uur |          |       |                 | Stadion: Estádio do Dragão, Porto Toeschouwers: 0 Scheidsrechter: Björn Kuipers |
| 1 december 2020 21:00 uur |          |       |                 | Stadion: Estádio do Dragão, Porto Toeschouwers: 0 Scheidsrechter: Björn Kuipers |
| 1 december 2020 21:00 uur |          |       |                 | Stadion: Estádio do Dragão, Porto Toeschouwers: 0 Scheidsrechter: Björn Kuipers |
|                           |          |       |                 |                                                                                 |

|                           |                                    |       |                     |                                                                                      |
| 9 december 2020 21:00 uur | Manchester City                    | 3 – 0 | Olympique Marseille | Stadion: Etihad Stadium, Manchester Toeschouwers: 0 Scheidsrechter: Halil Umut Meler |
| 9 december 2020 21:00 uur | Torres 48' Agüero 77' Sterling 90' |       |                     | Stadion: Etihad Stadium, Manchester Toeschouwers: 0 Scheidsrechter: Halil Umut Meler |
| 9 december 2020 21:00 uur |                                    |       |                     | Stadion: Etihad Stadium, Manchester Toeschouwers: 0 Scheidsrechter: Halil Umut Meler |
| 9 december 2020 21:00 uur |                                    |       |                     | Stadion: Etihad Stadium, Manchester Toeschouwers: 0 Scheidsrechter: Halil Umut Meler |
|                           |                                    |       |                     |                                                                                      |

|                           |                    |       |                             |                                                                                           |
| 9 december 2020 21:00 uur | Olympiakos Piraeus | 0 – 2 | FC Porto                    | Stadion: Georgios Karaiskákisstadion, Piraeus Toeschouwers: 0 Scheidsrechter: Felix Brych |
| 9 december 2020 21:00 uur | Semedo 52', 79'    |       | 10' (pen.) Otávio 77' Uribe | Stadion: Georgios Karaiskákisstadion, Piraeus Toeschouwers: 0 Scheidsrechter: Felix Brych |
| 9 december 2020 21:00 uur |                    |       |                             | Stadion: Georgios Karaiskákisstadion, Piraeus Toeschouwers: 0 Scheidsrechter: Felix Brych |
| 9 december 2020 21:00 uur |                    |       |                             | Stadion: Georgios Karaiskákisstadion, Piraeus Toeschouwers: 0 Scheidsrechter: Felix Brych |
|                           |                    |       |                             |                                                                                           |

#### Groep D
| Pos | Team             | Wed | W | G | V | Ptn | DV | DT | +/− |                    |  | LIV | ATT | AJA | FCM |
| --- | ---------------- | --- | - | - | - | --- | -- | -- | --- | ------------------ |  | --- | --- | --- | --- |
| 1   | Liverpool FC     | 6   | 4 | 1 | 1 | 13  | 10 | 3  | +7  | Naar knock-outfase |  |     | 0–2 | 1–0 | 2–0 |
| 2   | Atalanta Bergamo | 6   | 3 | 2 | 1 | 11  | 10 | 8  | +2  | Naar knock-outfase |  | 0–5 |     | 2–2 | 1–1 |
| 3   | Ajax             | 6   | 2 | 1 | 3 | 7   | 7  | 7  | 0   | Naar EL            |  | 0–1 | 0–1 |     | 3–1 |
| 4   | FC Midtjylland   | 6   | 0 | 2 | 4 | 2   | 4  | 13 | −9  |                    |  | 1–1 | 0–4 | 1–2 |     |

##### Wedstrijden
|                           |      |                       |              |                                                                                     |
| 21 oktober 2020 21:00 uur | Ajax | 0 – 1                 | Liverpool FC | Stadion: Johan Cruijff ArenA, Amsterdam Toeschouwers: 0 Scheidsrechter: Felix Brych |
| 21 oktober 2020 21:00 uur |      | 35' (e.d.) Tagliafico |              | Stadion: Johan Cruijff ArenA, Amsterdam Toeschouwers: 0 Scheidsrechter: Felix Brych |
| 21 oktober 2020 21:00 uur |      |                       |              | Stadion: Johan Cruijff ArenA, Amsterdam Toeschouwers: 0 Scheidsrechter: Felix Brych |
| 21 oktober 2020 21:00 uur |      |                       |              | Stadion: Johan Cruijff ArenA, Amsterdam Toeschouwers: 0 Scheidsrechter: Felix Brych |
|                           |      |                       |              |                                                                                     |

|                           |                |                                                 |                  |                                                                                 |
| 21 oktober 2020 21:00 uur | FC Midtjylland | 0 – 4                                           | Atalanta Bergamo | Stadion: MCH Arena, Herning Toeschouwers: 132 Scheidsrechter: Artur Soares Dias |
| 21 oktober 2020 21:00 uur |                | 26' Zapata 36' Gómez 42' Muriel 88' Mirantsjoek |                  | Stadion: MCH Arena, Herning Toeschouwers: 132 Scheidsrechter: Artur Soares Dias |
| 21 oktober 2020 21:00 uur |                |                                                 |                  | Stadion: MCH Arena, Herning Toeschouwers: 132 Scheidsrechter: Artur Soares Dias |
| 21 oktober 2020 21:00 uur |                |                                                 |                  | Stadion: MCH Arena, Herning Toeschouwers: 132 Scheidsrechter: Artur Soares Dias |
|                           |                |                                                 |                  |                                                                                 |

|                           |                             |       |                |                                                                              |
| 27 oktober 2020 21:00 uur | Liverpool FC                | 2 – 0 | FC Midtjylland | Stadion: Anfield, Liverpool Toeschouwers: 0 Scheidsrechter: Paweł Raczkowski |
| 27 oktober 2020 21:00 uur | Jota 55' Salah 90+3' (pen.) |       |                | Stadion: Anfield, Liverpool Toeschouwers: 0 Scheidsrechter: Paweł Raczkowski |
| 27 oktober 2020 21:00 uur |                             |       |                | Stadion: Anfield, Liverpool Toeschouwers: 0 Scheidsrechter: Paweł Raczkowski |
| 27 oktober 2020 21:00 uur |                             |       |                | Stadion: Anfield, Liverpool Toeschouwers: 0 Scheidsrechter: Paweł Raczkowski |
|                           |                             |       |                |                                                                              |

|                           |                  |       |                             |                                                                                                |
| 27 oktober 2020 21:00 uur | Atalanta Bergamo | 2 – 2 | Ajax                        | Stadion: Stadio Atleti Azzurri d'Italia, Bergamo Toeschouwers: 0 Scheidsrechter: Damir Skomina |
| 27 oktober 2020 21:00 uur | Zapata 54', 60'  |       | 30' (pen.) Tadić 38' Traoré | Stadion: Stadio Atleti Azzurri d'Italia, Bergamo Toeschouwers: 0 Scheidsrechter: Damir Skomina |
| 27 oktober 2020 21:00 uur |                  |       |                             | Stadion: Stadio Atleti Azzurri d'Italia, Bergamo Toeschouwers: 0 Scheidsrechter: Damir Skomina |
| 27 oktober 2020 21:00 uur |                  |       |                             | Stadion: Stadio Atleti Azzurri d'Italia, Bergamo Toeschouwers: 0 Scheidsrechter: Damir Skomina |
|                           |                  |       |                             |                                                                                                |

|                           |                |       |                     |                                                                             |
| 3 november 2020 21:00 uur | FC Midtjylland | 1 – 2 | Ajax                | Stadion: MCH Arena, Herning Toeschouwers: 132 Scheidsrechter: Robert Madden |
| 3 november 2020 21:00 uur | Dreyer 18'     |       | 1' Antony 13' Tadić | Stadion: MCH Arena, Herning Toeschouwers: 132 Scheidsrechter: Robert Madden |
| 3 november 2020 21:00 uur |                |       |                     | Stadion: MCH Arena, Herning Toeschouwers: 132 Scheidsrechter: Robert Madden |
| 3 november 2020 21:00 uur |                |       |                     | Stadion: MCH Arena, Herning Toeschouwers: 132 Scheidsrechter: Robert Madden |
|                           |                |       |                     |                                                                             |

|                           |                  |                                       |              |                                                                                                 |
| 3 november 2020 21:00 uur | Atalanta Bergamo | 0 – 5                                 | Liverpool FC | Stadion: Stadio Atleti Azzurri d'Italia, Bergamo Toeschouwers: 0 Scheidsrechter: Ovidiu Haţegan |
| 3 november 2020 21:00 uur |                  | 16', 33', 54' Jota 47' Salah 49' Mané |              | Stadion: Stadio Atleti Azzurri d'Italia, Bergamo Toeschouwers: 0 Scheidsrechter: Ovidiu Haţegan |
| 3 november 2020 21:00 uur |                  |                                       |              | Stadion: Stadio Atleti Azzurri d'Italia, Bergamo Toeschouwers: 0 Scheidsrechter: Ovidiu Haţegan |
| 3 november 2020 21:00 uur |                  |                                       |              | Stadion: Stadio Atleti Azzurri d'Italia, Bergamo Toeschouwers: 0 Scheidsrechter: Ovidiu Haţegan |
|                           |                  |                                       |              |                                                                                                 |

|                            |              |                       |                  |                                                                                     |
| 25 november 2020 21:00 uur | Liverpool FC | 0 – 2                 | Atalanta Bergamo | Stadion: Anfield, Liverpool Toeschouwers: 0 Scheidsrechter: Carlos del Cerro Grande |
| 25 november 2020 21:00 uur |              | 60' Iličić 64' Gosens |                  | Stadion: Anfield, Liverpool Toeschouwers: 0 Scheidsrechter: Carlos del Cerro Grande |
| 25 november 2020 21:00 uur |              |                       |                  | Stadion: Anfield, Liverpool Toeschouwers: 0 Scheidsrechter: Carlos del Cerro Grande |
| 25 november 2020 21:00 uur |              |                       |                  | Stadion: Anfield, Liverpool Toeschouwers: 0 Scheidsrechter: Carlos del Cerro Grande |
|                            |              |                       |                  |                                                                                     |

|                            |                                        |       |                                    |                                                                                         |
| 25 november 2020 21:00 uur | Ajax                                   | 3 – 1 | FC Midtjylland                     | Stadion: Johan Cruijff ArenA, Amsterdam Toeschouwers: 0 Scheidsrechter: Sergej Karasjov |
| 25 november 2020 21:00 uur | Gravenberch 47' Mazraoui 49' Neres 66' |       | 80' (pen.) Mabil 90+1' Sviatchenko | Stadion: Johan Cruijff ArenA, Amsterdam Toeschouwers: 0 Scheidsrechter: Sergej Karasjov |
| 25 november 2020 21:00 uur |                                        |       |                                    | Stadion: Johan Cruijff ArenA, Amsterdam Toeschouwers: 0 Scheidsrechter: Sergej Karasjov |
| 25 november 2020 21:00 uur |                                        |       |                                    | Stadion: Johan Cruijff ArenA, Amsterdam Toeschouwers: 0 Scheidsrechter: Sergej Karasjov |
|                            |                                        |       |                                    |                                                                                         |

|                           |              |       |      |                                                                            |
| 1 december 2020 21:00 uur | Liverpool FC | 1 – 0 | Ajax | Stadion: Anfield, Liverpool Toeschouwers: 0 Scheidsrechter: Tobias Stieler |
| 1 december 2020 21:00 uur | Jones 58'    |       |      | Stadion: Anfield, Liverpool Toeschouwers: 0 Scheidsrechter: Tobias Stieler |
| 1 december 2020 21:00 uur |              |       |      | Stadion: Anfield, Liverpool Toeschouwers: 0 Scheidsrechter: Tobias Stieler |
| 1 december 2020 21:00 uur |              |       |      | Stadion: Anfield, Liverpool Toeschouwers: 0 Scheidsrechter: Tobias Stieler |
|                           |              |       |      |                                                                            |

|                           |                  |       |                      | |
| 1 december 2020 21:00 uur | Atalanta Bergamo | 1 – 1 | FC Midtjylland       | Stadion: Stadio Atleti Azzurri d'Italia, Bergamo Toeschouwers: 0 Scheidsrechter: Anastasios Sidiropoulos |
| 1 december 2020 21:00 uur | Romero 79'       |       | 13' Alexander Scholz | Stadion: Stadio Atleti Azzurri d'Italia, Bergamo Toeschouwers: 0 Scheidsrechter: Anastasios Sidiropoulos |
| 1 december 2020 21:00 uur |                  |       |                      | Stadion: Stadio Atleti Azzurri d'Italia, Bergamo Toeschouwers: 0 Scheidsrechter: Anastasios Sidiropoulos |
| 1 december 2020 21:00 uur |                  |       |                      | Stadion: Stadio Atleti Azzurri d'Italia, Bergamo Toeschouwers: 0 Scheidsrechter: Anastasios Sidiropoulos |
|                           |                  |       |                      | |

|                           |                      |       |                  |                                                                                                 |
| 9 december 2020 18:55 uur | Ajax                 | 0 – 1 | Atalanta Bergamo | Stadion: Johan Cruijff ArenA, Amsterdam Toeschouwers: 0 Scheidsrechter: Carlos del Cerro Grande |
| 9 december 2020 18:55 uur | Gravenberch 22', 79' |       | 85' Muriel       | Stadion: Johan Cruijff ArenA, Amsterdam Toeschouwers: 0 Scheidsrechter: Carlos del Cerro Grande |
| 9 december 2020 18:55 uur |                      |       |                  | Stadion: Johan Cruijff ArenA, Amsterdam Toeschouwers: 0 Scheidsrechter: Carlos del Cerro Grande |
| 9 december 2020 18:55 uur |                      |       |                  | Stadion: Johan Cruijff ArenA, Amsterdam Toeschouwers: 0 Scheidsrechter: Carlos del Cerro Grande |
|                           |                      |       |                  |                                                                                                 |

|                           |                   |       |              |                                                                                 |
| 9 december 2020 18:55 uur | FC Midtjylland    | 1 – 1 | Liverpool FC | Stadion: MCH Arena, Herning Toeschouwers: 147 Scheidsrechter: François Letexier |
| 9 december 2020 18:55 uur | Scholz 62' (pen.) |       | 1' Salah     | Stadion: MCH Arena, Herning Toeschouwers: 147 Scheidsrechter: François Letexier |
| 9 december 2020 18:55 uur |                   |       |              | Stadion: MCH Arena, Herning Toeschouwers: 147 Scheidsrechter: François Letexier |
| 9 december 2020 18:55 uur |                   |       |              | Stadion: MCH Arena, Herning Toeschouwers: 147 Scheidsrechter: François Letexier |
|                           |                   |       |              |                                                                                 |

#### Groep E
| Pos | Team         | Wed | W | G | V | Ptn | DV | DT | +/− |                    |  | CHE | SEV | KRA | REN |
| --- | ------------ | --- | - | - | - | --- | -- | -- | --- | ------------------ |  | --- | --- | --- | --- |
| 1   | Chelsea FC   | 6   | 4 | 2 | 0 | 14  | 15 | 3  | +12 | Naar knock-outfase |  |     | 0–0 | 1–1 | 3–0 |
| 2   | Sevilla FC   | 6   | 4 | 1 | 1 | 13  | 8  | 7  | +1  | Naar knock-outfase |  | 0–4 |     | 3–2 | 1–0 |
| 3   | FK Krasnodar | 6   | 1 | 2 | 3 | 5   | 6  | 11 | −5  | Naar EL            |  | 0–4 | 1–2 |     | 1–0 |
| 4   | Stade Rennes | 6   | 0 | 1 | 5 | 1   | 3  | 11 | −8  |                    |  | 1–3 | 0–2 | 1–1 |     |

##### Wedstrijden
|                           |            |       |            |                                                                               |
| 20 oktober 2020 21:00 uur | Chelsea FC | 0 – 0 | Sevilla FC | Stadion: Stamford Bridge, Londen Toeschouwers: 0 Scheidsrechter: Davide Massa |
| 20 oktober 2020 21:00 uur |            |       |            | Stadion: Stamford Bridge, Londen Toeschouwers: 0 Scheidsrechter: Davide Massa |
| 20 oktober 2020 21:00 uur |            |       |            | Stadion: Stamford Bridge, Londen Toeschouwers: 0 Scheidsrechter: Davide Massa |
| 20 oktober 2020 21:00 uur |            |       |            | Stadion: Stamford Bridge, Londen Toeschouwers: 0 Scheidsrechter: Davide Massa |
|                           |            |       |            |                                                                               |

|                           |                     |       |              |                                                                                           |
| 20 oktober 2020 21:00 uur | Stade Rennes        | 1 – 1 | FK Krasnodar | Stadion: Roazhon Park, Rennes Toeschouwers: 4.973 Scheidsrechter: Anastasios Sidiropoulos |
| 20 oktober 2020 21:00 uur | Guirassy 56' (pen.) |       | 59' Ramírez  | Stadion: Roazhon Park, Rennes Toeschouwers: 4.973 Scheidsrechter: Anastasios Sidiropoulos |
| 20 oktober 2020 21:00 uur |                     |       |              | Stadion: Roazhon Park, Rennes Toeschouwers: 4.973 Scheidsrechter: Anastasios Sidiropoulos |
| 20 oktober 2020 21:00 uur |                     |       |              | Stadion: Roazhon Park, Rennes Toeschouwers: 4.973 Scheidsrechter: Anastasios Sidiropoulos |
|                           |                     |       |              |                                                                                           |

|                           |              |                                                          |            |                                                                                         |
| 28 oktober 2020 18:55 uur | FK Krasnodar | 0 – 4                                                    | Chelsea FC | Stadion: Krasnodarstadion, Krasnodar Toeschouwers: 10.544 Scheidsrechter: Ali Palabıyık |
| 28 oktober 2020 18:55 uur |              | 37' Hudson-Odoi 76' (pen.) Werner 79' Ziyech 90' Pulisic |            | Stadion: Krasnodarstadion, Krasnodar Toeschouwers: 10.544 Scheidsrechter: Ali Palabıyık |
| 28 oktober 2020 18:55 uur |              |                                                          |            | Stadion: Krasnodarstadion, Krasnodar Toeschouwers: 10.544 Scheidsrechter: Ali Palabıyık |
| 28 oktober 2020 18:55 uur |              |                                                          |            | Stadion: Krasnodarstadion, Krasnodar Toeschouwers: 10.544 Scheidsrechter: Ali Palabıyık |
|                           |              |                                                          |            |                                                                                         |

|                           |             |       |              |                                                                                              |
| 28 oktober 2020 21:00 uur | Sevilla FC  | 1 – 0 | Stade Rennes | Stadion: Estadio Ramón Sánchez Pizjuán, Sevilla Toeschouwers: 0 Scheidsrechter: Cüneyt Çakır |
| 28 oktober 2020 21:00 uur | De Jong 55' |       |              | Stadion: Estadio Ramón Sánchez Pizjuán, Sevilla Toeschouwers: 0 Scheidsrechter: Cüneyt Çakır |
| 28 oktober 2020 21:00 uur |             |       |              | Stadion: Estadio Ramón Sánchez Pizjuán, Sevilla Toeschouwers: 0 Scheidsrechter: Cüneyt Çakır |
| 28 oktober 2020 21:00 uur |             |       |              | Stadion: Estadio Ramón Sánchez Pizjuán, Sevilla Toeschouwers: 0 Scheidsrechter: Cüneyt Çakır |
|                           |             |       |              |                                                                                              |

|                           |                                            |       |                                 |                                                                                             |
| 4 november 2020 21:00 uur | Sevilla FC                                 | 3 – 2 | FK Krasnodar                    | Stadion: Estadio Ramón Sánchez Pizjuán, Sevilla Toeschouwers: 0 Scheidsrechter: Felix Brych |
| 4 november 2020 21:00 uur | Rakitić 42' Navas 45+3' En-Nesyri 69', 72' |       | 17' Soelejmanov 21' (pen.) Berg | Stadion: Estadio Ramón Sánchez Pizjuán, Sevilla Toeschouwers: 0 Scheidsrechter: Felix Brych |
| 4 november 2020 21:00 uur |                                            |       |                                 | Stadion: Estadio Ramón Sánchez Pizjuán, Sevilla Toeschouwers: 0 Scheidsrechter: Felix Brych |
| 4 november 2020 21:00 uur |                                            |       |                                 | Stadion: Estadio Ramón Sánchez Pizjuán, Sevilla Toeschouwers: 0 Scheidsrechter: Felix Brych |
|                           |                                            |       |                                 |                                                                                             |

|                           |                                           |       |                 |                                                                               |
| 4 november 2020 21:00 uur | Chelsea FC                                | 3 – 0 | Stade Rennes    | Stadion: Stamford Bridge, Londen Toeschouwers: 0 Scheidsrechter: Felix Zwayer |
| 4 november 2020 21:00 uur | Werner 10' (pen.), 41' (pen.) Abraham 50' |       | 9', 40' Dalbert | Stadion: Stamford Bridge, Londen Toeschouwers: 0 Scheidsrechter: Felix Zwayer |
| 4 november 2020 21:00 uur |                                           |       |                 | Stadion: Stamford Bridge, Londen Toeschouwers: 0 Scheidsrechter: Felix Zwayer |
| 4 november 2020 21:00 uur |                                           |       |                 | Stadion: Stamford Bridge, Londen Toeschouwers: 0 Scheidsrechter: Felix Zwayer |
|                           |                                           |       |                 |                                                                               |

|                            |                  |       |                             |                                                                                  |
| 24 november 2020 18:55 uur | FK Krasnodar     | 1 – 2 | Sevilla FC                  | Stadion: Krasnodarstadion, Krasnodar Toeschouwers: 0 Scheidsrechter: Marco Guida |
| 24 november 2020 18:55 uur | Sousa Campos 56' |       | 4' Rakitić 90+5' El Haddadi | Stadion: Krasnodarstadion, Krasnodar Toeschouwers: 0 Scheidsrechter: Marco Guida |
| 24 november 2020 18:55 uur |                  |       |                             | Stadion: Krasnodarstadion, Krasnodar Toeschouwers: 0 Scheidsrechter: Marco Guida |
| 24 november 2020 18:55 uur |                  |       |                             | Stadion: Krasnodarstadion, Krasnodar Toeschouwers: 0 Scheidsrechter: Marco Guida |
|                            |                  |       |                             |                                                                                  |

|                            |              |       |                              |                                                                             |
| 24 november 2020 18:55 uur | Stade Rennes | 1 – 2 | Chelsea FC                   | Stadion: Roazhon Park, Rennes Toeschouwers: 0 Scheidsrechter: Björn Kuipers |
| 24 november 2020 18:55 uur | Guirassy 85' |       | 22' Hudson-Odoi 90+1' Giroud | Stadion: Roazhon Park, Rennes Toeschouwers: 0 Scheidsrechter: Björn Kuipers |
| 24 november 2020 18:55 uur |              |       |                              | Stadion: Roazhon Park, Rennes Toeschouwers: 0 Scheidsrechter: Björn Kuipers |
| 24 november 2020 18:55 uur |              |       |                              | Stadion: Roazhon Park, Rennes Toeschouwers: 0 Scheidsrechter: Björn Kuipers |
|                            |              |       |                              |                                                                             |

|                           |              |       |              |                                                                                         |
| 2 december 2020 18:55 uur | FK Krasnodar | 1 – 0 | Stade Rennes | Stadion: Krasnodarstadion, Krasnodar Toeschouwers: 8.747 Scheidsrechter: William Collum |
| 2 december 2020 18:55 uur | Berg 71'     |       |              | Stadion: Krasnodarstadion, Krasnodar Toeschouwers: 8.747 Scheidsrechter: William Collum |
| 2 december 2020 18:55 uur |              |       |              | Stadion: Krasnodarstadion, Krasnodar Toeschouwers: 8.747 Scheidsrechter: William Collum |
| 2 december 2020 18:55 uur |              |       |              | Stadion: Krasnodarstadion, Krasnodar Toeschouwers: 8.747 Scheidsrechter: William Collum |
|                           |              |       |              |                                                                                         |

|                           |            |                                 |            |                                                                                                   |
| 2 december 2020 21:00 uur | Sevilla FC | 0 – 4                           | Chelsea FC | Stadion: Estadio Ramón Sánchez Pizjuán, Sevilla Toeschouwers: 0 Scheidsrechter: Artur Soares Dias |
| 2 december 2020 21:00 uur |            | 8', 54', 74', 83' (pen.) Giroud |            | Stadion: Estadio Ramón Sánchez Pizjuán, Sevilla Toeschouwers: 0 Scheidsrechter: Artur Soares Dias |
| 2 december 2020 21:00 uur |            |                                 |            | Stadion: Estadio Ramón Sánchez Pizjuán, Sevilla Toeschouwers: 0 Scheidsrechter: Artur Soares Dias |
| 2 december 2020 21:00 uur |            |                                 |            | Stadion: Estadio Ramón Sánchez Pizjuán, Sevilla Toeschouwers: 0 Scheidsrechter: Artur Soares Dias |
|                           |            |                                 |            |                                                                                                   |

|                           |                   |       |              |                                                                                     |
| 8 december 2020 21:00 uur | Chelsea FC        | 1 – 1 | FK Krasnodar | Stadion: Stamford Bridge, Londen Toeschouwers: 2.000 Scheidsrechter: Pavel Královec |
| 8 december 2020 21:00 uur | Frello 28' (pen.) |       | 24' Cabella  | Stadion: Stamford Bridge, Londen Toeschouwers: 2.000 Scheidsrechter: Pavel Královec |
| 8 december 2020 21:00 uur |                   |       |              | Stadion: Stamford Bridge, Londen Toeschouwers: 2.000 Scheidsrechter: Pavel Královec |
| 8 december 2020 21:00 uur |                   |       |              | Stadion: Stamford Bridge, Londen Toeschouwers: 2.000 Scheidsrechter: Pavel Královec |
|                           |                   |       |              |                                                                                     |

|                           |                   |       |                              |                                                                                  |
| 8 december 2020 21:00 uur | Stade Rennes      | 1 – 3 | Sevilla FC                   | Stadion: Roazhon Park, Rennes Toeschouwers: 0 Scheidsrechter: Bartosz Frankowski |
| 8 december 2020 21:00 uur | Rutter 86' (pen.) |       | 32' Koundé 45+2', 81' Nesyri | Stadion: Roazhon Park, Rennes Toeschouwers: 0 Scheidsrechter: Bartosz Frankowski |
| 8 december 2020 21:00 uur |                   |       |                              | Stadion: Roazhon Park, Rennes Toeschouwers: 0 Scheidsrechter: Bartosz Frankowski |
| 8 december 2020 21:00 uur |                   |       |                              | Stadion: Roazhon Park, Rennes Toeschouwers: 0 Scheidsrechter: Bartosz Frankowski |
|                           |                   |       |                              |                                                                                  |

#### Groep F
| Pos | Team                  | Wed | W | G | V | Ptn | DV | DT | +/− |                    |  | DOR | LAZ | BRU | ZSP |
| --- | --------------------- | --- | - | - | - | --- | -- | -- | --- | ------------------ |  | --- | --- | --- | --- |
| 1   | Borussia Dortmund     | 6   | 4 | 1 | 1 | 13  | 12 | 5  | +7  | Naar knock-outfase |  |     | 1–1 | 3–0 | 2–0 |
| 2   | SS Lazio              | 6   | 2 | 4 | 0 | 10  | 11 | 7  | +4  | Naar knock-outfase |  | 3–1 |     | 2–2 | 3–1 |
| 3   | Club Brugge           | 6   | 2 | 2 | 2 | 8   | 8  | 10 | −2  | Naar EL            |  | 0–3 | 1–1 |     | 3–0 |
| 4   | Zenit Sint-Petersburg | 6   | 0 | 1 | 5 | 1   | 4  | 13 | −9  |                    |  | 1–2 | 1–1 | 1–2 |     |

##### Wedstrijden
|                           |                       |       |                               |                                                                                                 |
| 20 oktober 2020 18:55 uur | Zenit Sint-Petersburg | 1 – 2 | Club Brugge                   | Stadion: Krestovskistadion, Sint-Petersburg Toeschouwers: 16.682 Scheidsrechter: Benoît Bastien |
| 20 oktober 2020 18:55 uur | Horvath 74' (e.d.)    |       | 63' Dennis 90+3' De Ketelaere | Stadion: Krestovskistadion, Sint-Petersburg Toeschouwers: 16.682 Scheidsrechter: Benoît Bastien |
| 20 oktober 2020 18:55 uur |                       |       |                               | Stadion: Krestovskistadion, Sint-Petersburg Toeschouwers: 16.682 Scheidsrechter: Benoît Bastien |
| 20 oktober 2020 18:55 uur |                       |       |                               | Stadion: Krestovskistadion, Sint-Petersburg Toeschouwers: 16.682 Scheidsrechter: Benoît Bastien |
|                           |                       |       |                               |                                                                                                 |

|                           |                                                   |       |                   |                                                                                   |
| 20 oktober 2020 21:00 uur | SS Lazio                                          | 3 – 1 | Borussia Dortmund | Stadion: Stadio Olimpico, Rome Toeschouwers: 1.000 Scheidsrechter: Clément Turpin |
| 20 oktober 2020 21:00 uur | Immobile 6' Marwin Hitz 23' (e.d.) Akpa-Akpro 76' |       | 71' Håland        | Stadion: Stadio Olimpico, Rome Toeschouwers: 1.000 Scheidsrechter: Clément Turpin |
| 20 oktober 2020 21:00 uur |                                                   |       |                   | Stadion: Stadio Olimpico, Rome Toeschouwers: 1.000 Scheidsrechter: Clément Turpin |
| 20 oktober 2020 21:00 uur |                                                   |       |                   | Stadion: Stadio Olimpico, Rome Toeschouwers: 1.000 Scheidsrechter: Clément Turpin |
|                           |                                                   |       |                   |                                                                                   |

|                           |                                |       |                       |                                                                                    |
| 28 oktober 2020 21:00 uur | Borussia Dortmund              | 2 – 0 | Zenit Sint-Petersburg | Stadion: Signal Iduna Park, Dortmund Toeschouwers: 0 Scheidsrechter: Björn Kuipers |
| 28 oktober 2020 21:00 uur | Sancho 78' (pen.) Håland 90+1' |       |                       | Stadion: Signal Iduna Park, Dortmund Toeschouwers: 0 Scheidsrechter: Björn Kuipers |
| 28 oktober 2020 21:00 uur |                                |       |                       | Stadion: Signal Iduna Park, Dortmund Toeschouwers: 0 Scheidsrechter: Björn Kuipers |
| 28 oktober 2020 21:00 uur |                                |       |                       | Stadion: Signal Iduna Park, Dortmund Toeschouwers: 0 Scheidsrechter: Björn Kuipers |
|                           |                                |       |                       |                                                                                    |

|                           |                    |       |            |                                                                                    |
| 28 oktober 2020 21:00 uur | Club Brugge        | 1 – 1 | SS Lazio   | Stadion: Jan Breydelstadion, Brugge Toeschouwers: 0 Scheidsrechter: Anthony Taylor |
| 28 oktober 2020 21:00 uur | Vanaken 42' (pen.) |       | 14' Correa | Stadion: Jan Breydelstadion, Brugge Toeschouwers: 0 Scheidsrechter: Anthony Taylor |
| 28 oktober 2020 21:00 uur |                    |       |            | Stadion: Jan Breydelstadion, Brugge Toeschouwers: 0 Scheidsrechter: Anthony Taylor |
| 28 oktober 2020 21:00 uur |                    |       |            | Stadion: Jan Breydelstadion, Brugge Toeschouwers: 0 Scheidsrechter: Anthony Taylor |
|                           |                    |       |            |                                                                                    |

|                           |                       |       |             | |
| 4 november 2020 18:55 uur | Zenit Sint-Petersburg | 1 – 1 | SS Lazio    | Stadion: Krestovskistadion, Sint-Petersburg Toeschouwers: 17.427 Scheidsrechter: Artur Soares Dias |
| 4 november 2020 18:55 uur | Jerochin 32'          |       | 82' Caicedo | Stadion: Krestovskistadion, Sint-Petersburg Toeschouwers: 17.427 Scheidsrechter: Artur Soares Dias |
| 4 november 2020 18:55 uur |                       |       |             | Stadion: Krestovskistadion, Sint-Petersburg Toeschouwers: 17.427 Scheidsrechter: Artur Soares Dias |
| 4 november 2020 18:55 uur |                       |       |             | Stadion: Krestovskistadion, Sint-Petersburg Toeschouwers: 17.427 Scheidsrechter: Artur Soares Dias |
|                           |                       |       |             | |

|                           |             |                            |                   |                                                                                   |
| 4 november 2020 21:00 uur | Club Brugge | 0 – 3                      | Borussia Dortmund | Stadion: Jan Breydelstadion, Brugge Toeschouwers: 0 Scheidsrechter: Damir Skomina |
| 4 november 2020 21:00 uur |             | 14' Hazard 18', 32' Håland |                   | Stadion: Jan Breydelstadion, Brugge Toeschouwers: 0 Scheidsrechter: Damir Skomina |
| 4 november 2020 21:00 uur |             |                            |                   | Stadion: Jan Breydelstadion, Brugge Toeschouwers: 0 Scheidsrechter: Damir Skomina |
| 4 november 2020 21:00 uur |             |                            |                   | Stadion: Jan Breydelstadion, Brugge Toeschouwers: 0 Scheidsrechter: Damir Skomina |
|                           |             |                            |                   |                                                                                   |

|                            |                                    |       |                       |                                                                               |
| 24 november 2020 21:00 uur | SS Lazio                           | 3 – 1 | Zenit Sint-Petersburg | Stadion: Stadio Olimpico, Rome Toeschouwers: 0 Scheidsrechter: Michael Oliver |
| 24 november 2020 21:00 uur | Immobile 3', 55' (pen.) Parolo 22' |       | 25' Dzjoeba           | Stadion: Stadio Olimpico, Rome Toeschouwers: 0 Scheidsrechter: Michael Oliver |
| 24 november 2020 21:00 uur |                                    |       |                       | Stadion: Stadio Olimpico, Rome Toeschouwers: 0 Scheidsrechter: Michael Oliver |
| 24 november 2020 21:00 uur |                                    |       |                       | Stadion: Stadio Olimpico, Rome Toeschouwers: 0 Scheidsrechter: Michael Oliver |
|                            |                                    |       |                       |                                                                               |

|                            |                            |       |             |                                                                                    |
| 24 november 2020 21:00 uur | Borussia Dortmund          | 3 – 0 | Club Brugge | Stadion: Signal Iduna Park, Dortmund Toeschouwers: 0 Scheidsrechter: Ivan Kružliak |
| 24 november 2020 21:00 uur | Håland 18', 60' Sancho 45' |       |             | Stadion: Signal Iduna Park, Dortmund Toeschouwers: 0 Scheidsrechter: Ivan Kružliak |
| 24 november 2020 21:00 uur |                            |       |             | Stadion: Signal Iduna Park, Dortmund Toeschouwers: 0 Scheidsrechter: Ivan Kružliak |
| 24 november 2020 21:00 uur |                            |       |             | Stadion: Signal Iduna Park, Dortmund Toeschouwers: 0 Scheidsrechter: Ivan Kružliak |
|                            |                            |       |             |                                                                                    |

|                           |                   |       |                     |                                                                                          |
| 2 december 2020 21:00 uur | Borussia Dortmund | 1 – 1 | SS Lazio            | Stadion: Signal Iduna Park, Dortmund Toeschouwers: 0 Scheidsrechter: Antonio Mateu Lahoz |
| 2 december 2020 21:00 uur | Guerreiro 44'     |       | 67' (pen.) Immobile | Stadion: Signal Iduna Park, Dortmund Toeschouwers: 0 Scheidsrechter: Antonio Mateu Lahoz |
| 2 december 2020 21:00 uur |                   |       |                     | Stadion: Signal Iduna Park, Dortmund Toeschouwers: 0 Scheidsrechter: Antonio Mateu Lahoz |
| 2 december 2020 21:00 uur |                   |       |                     | Stadion: Signal Iduna Park, Dortmund Toeschouwers: 0 Scheidsrechter: Antonio Mateu Lahoz |
|                           |                   |       |                     |                                                                                          |

|                           |                                              |       |                       |                                                                                      |
| 2 december 2020 21:00 uur | Club Brugge                                  | 3 – 0 | Zenit Sint-Petersburg | Stadion: Jan Breydelstadion, Brugge Toeschouwers: 0 Scheidsrechter: Serdar Gözübüyük |
| 2 december 2020 21:00 uur | De Ketelaere 33' Vanaken 58' (pen.) Lang 73' |       |                       | Stadion: Jan Breydelstadion, Brugge Toeschouwers: 0 Scheidsrechter: Serdar Gözübüyük |
| 2 december 2020 21:00 uur |                                              |       |                       | Stadion: Jan Breydelstadion, Brugge Toeschouwers: 0 Scheidsrechter: Serdar Gözübüyük |
| 2 december 2020 21:00 uur |                                              |       |                       | Stadion: Jan Breydelstadion, Brugge Toeschouwers: 0 Scheidsrechter: Serdar Gözübüyük |
|                           |                                              |       |                       |                                                                                      |

|                           |                       |       |                         |                                                                                                |
| 8 december 2020 18:55 uur | Zenit Sint-Petersburg | 1 – 2 | Borussia Dortmund       | Stadion: Krestovskistadion, Sint-Petersburg Toeschouwers: 10.860 Scheidsrechter: István Kovács |
| 8 december 2020 18:55 uur | Driussi 16'           |       | 68' Piszczek 78' Witsel | Stadion: Krestovskistadion, Sint-Petersburg Toeschouwers: 10.860 Scheidsrechter: István Kovács |
| 8 december 2020 18:55 uur |                       |       |                         | Stadion: Krestovskistadion, Sint-Petersburg Toeschouwers: 10.860 Scheidsrechter: István Kovács |
| 8 december 2020 18:55 uur |                       |       |                         | Stadion: Krestovskistadion, Sint-Petersburg Toeschouwers: 10.860 Scheidsrechter: István Kovács |
|                           |                       |       |                         |                                                                                                |

|                           |                                |       |                                      |                                                                             |
| 8 december 2020 18:55 uur | SS Lazio                       | 2 – 2 | Club Brugge                          | Stadion: Stadio Olimpico, Rome Toeschouwers: 0 Scheidsrechter: Cüneyt Çakır |
| 8 december 2020 18:55 uur | Correa 12' Immobile 27' (pen.) |       | 15' Vormer 2', 39' Sobol 76' Vanaken | Stadion: Stadio Olimpico, Rome Toeschouwers: 0 Scheidsrechter: Cüneyt Çakır |
| 8 december 2020 18:55 uur |                                |       |                                      | Stadion: Stadio Olimpico, Rome Toeschouwers: 0 Scheidsrechter: Cüneyt Çakır |
| 8 december 2020 18:55 uur |                                |       |                                      | Stadion: Stadio Olimpico, Rome Toeschouwers: 0 Scheidsrechter: Cüneyt Çakır |
|                           |                                |       |                                      |                                                                             |

#### Groep G
| Pos | Team            | Wed | W | G | V | Ptn | DV | DT | +/− |                    |  | JUV | FCB | DYK | FER |
| --- | --------------- | --- | - | - | - | --- | -- | -- | --- | ------------------ |  | --- | --- | --- | --- |
| 1   | Juventus FC     | 6   | 5 | 0 | 1 | 15  | 14 | 4  | +10 | Naar knock-outfase |  |     | 0–2 | 3–0 | 2–1 |
| 2   | FC Barcelona    | 6   | 5 | 0 | 1 | 15  | 16 | 5  | +11 | Naar knock-outfase |  | 0–3 |     | 2–1 | 5–1 |
| 3   | Dynamo Kiev     | 6   | 1 | 1 | 4 | 4   | 4  | 13 | −9  | Naar EL            |  | 0–2 | 0–4 |     | 1–0 |
| 4   | Ferencvárosi TC | 6   | 0 | 1 | 5 | 1   | 5  | 17 | −12 |                    |  | 1–4 | 0–3 | 2–2 |     |

1. 1 2  Gelijkspel op head-to-head punten (3). Head-to-head doelsaldo: Juventus +1, FC Barcelona –1.

##### Wedstrijden
|                           |             |                 |             |                                                                                    |
| 20 oktober 2020 18:55 uur | Dynamo Kiev | 0 – 2           | Juventus FC | Stadion: NSK Olimpiejsky, Kiev Toeschouwers: 14.850 Scheidsrechter: Ovidiu Haţegan |
| 20 oktober 2020 18:55 uur |             | 46', 84' Morata |             | Stadion: NSK Olimpiejsky, Kiev Toeschouwers: 14.850 Scheidsrechter: Ovidiu Haţegan |
| 20 oktober 2020 18:55 uur |             |                 |             | Stadion: NSK Olimpiejsky, Kiev Toeschouwers: 14.850 Scheidsrechter: Ovidiu Haţegan |
| 20 oktober 2020 18:55 uur |             |                 |             | Stadion: NSK Olimpiejsky, Kiev Toeschouwers: 14.850 Scheidsrechter: Ovidiu Haţegan |
|                           |             |                 |             |                                                                                    |

|                           |                                                                        |       |                     |                                                                             |
| 20 oktober 2020 21:00 uur | FC Barcelona                                                           | 5 – 1 | Ferencvárosi TC     | Stadion: Camp Nou, Barcelona Toeschouwers: 0 Scheidsrechter: Sandro Schärer |
| 20 oktober 2020 21:00 uur | Messi 27' (pen.) Fati 42' Coutinho 52' Piqué 68' Pedri 82' Dembélé 89' |       | 70' (pen.) Kharatin | Stadion: Camp Nou, Barcelona Toeschouwers: 0 Scheidsrechter: Sandro Schärer |
| 20 oktober 2020 21:00 uur |                                                                        |       |                     | Stadion: Camp Nou, Barcelona Toeschouwers: 0 Scheidsrechter: Sandro Schärer |
| 20 oktober 2020 21:00 uur |                                                                        |       |                     | Stadion: Camp Nou, Barcelona Toeschouwers: 0 Scheidsrechter: Sandro Schärer |
|                           |                                                                        |       |                     |                                                                             |

|                           |                  |       |                                |                                                                                 |
| 28 oktober 2020 21:00 uur | Juventus FC      | 0 – 2 | FC Barcelona                   | Stadion: Allianz Stadium, Turijn Toeschouwers: 0 Scheidsrechter: Danny Makkelie |
| 28 oktober 2020 21:00 uur | Demiral 70', 85' |       | 14' (pen.) Dembélé 90+1' Messi | Stadion: Allianz Stadium, Turijn Toeschouwers: 0 Scheidsrechter: Danny Makkelie |
| 28 oktober 2020 21:00 uur |                  |       |                                | Stadion: Allianz Stadium, Turijn Toeschouwers: 0 Scheidsrechter: Danny Makkelie |
| 28 oktober 2020 21:00 uur |                  |       |                                | Stadion: Allianz Stadium, Turijn Toeschouwers: 0 Scheidsrechter: Danny Makkelie |
|                           |                  |       |                                |                                                                                 |

|                           |                    |       |                                                       |                                                                                      |
| 28 oktober 2020 21:00 uur | Ferencvárosi TC    | 2 – 2 | Dynamo Kiev                                           | Stadion: Groupama Arena, Boedapest Toeschouwers: 6.171 Scheidsrechter: Ivan Kružliak |
| 28 oktober 2020 21:00 uur | Nguen 59' Boli 90' |       | 28' (pen.) Tishankov 41' De Pena 52', 86' Sydortsjoek | Stadion: Groupama Arena, Boedapest Toeschouwers: 6.171 Scheidsrechter: Ivan Kružliak |
| 28 oktober 2020 21:00 uur |                    |       |                                                       | Stadion: Groupama Arena, Boedapest Toeschouwers: 6.171 Scheidsrechter: Ivan Kružliak |
| 28 oktober 2020 21:00 uur |                    |       |                                                       | Stadion: Groupama Arena, Boedapest Toeschouwers: 6.171 Scheidsrechter: Ivan Kružliak |
|                           |                    |       |                                                       |                                                                                      |

|                           |                           |       |               |                                                                             |
| 4 november 2020 21:00 uur | FC Barcelona              | 2 – 1 | Dynamo Kiev   | Stadion: Camp Nou, Barcelona Toeschouwers: 0 Scheidsrechter: Michael Oliver |
| 4 november 2020 21:00 uur | Messi 5' (pen.) Piqué 65' |       | 75' Tishankov | Stadion: Camp Nou, Barcelona Toeschouwers: 0 Scheidsrechter: Michael Oliver |
| 4 november 2020 21:00 uur |                           |       |               | Stadion: Camp Nou, Barcelona Toeschouwers: 0 Scheidsrechter: Michael Oliver |
| 4 november 2020 21:00 uur |                           |       |               | Stadion: Camp Nou, Barcelona Toeschouwers: 0 Scheidsrechter: Michael Oliver |
|                           |                           |       |               |                                                                             |

|                           |                 |       |                                            |                                                                                        |
| 4 november 2020 21:00 uur | Ferencvárosi TC | 1 – 4 | Juventus FC                                | Stadion: Groupama Arena, Boedapest Toeschouwers: 18.531 Scheidsrechter: Orel Grinfeeld |
| 4 november 2020 21:00 uur | Boli 90'        |       | 7', 60' Morata 73' Dybala 81' (e.d.) Dvali | Stadion: Groupama Arena, Boedapest Toeschouwers: 18.531 Scheidsrechter: Orel Grinfeeld |
| 4 november 2020 21:00 uur |                 |       |                                            | Stadion: Groupama Arena, Boedapest Toeschouwers: 18.531 Scheidsrechter: Orel Grinfeeld |
| 4 november 2020 21:00 uur |                 |       |                                            | Stadion: Groupama Arena, Boedapest Toeschouwers: 18.531 Scheidsrechter: Orel Grinfeeld |
|                           |                 |       |                                            |                                                                                        |

|                            |             |                                                      |              |                                                                          |
| 24 november 2020 21:00 uur | Dynamo Kiev | 0 – 4                                                | FC Barcelona | Stadion: NSK Olimpiejsky, Kiev Toeschouwers: 0 Scheidsrechter: Matej Jug |
| 24 november 2020 21:00 uur |             | 52' Dest 57', 70' (pen.) Braithwaite 90+2' Griezmann |              | Stadion: NSK Olimpiejsky, Kiev Toeschouwers: 0 Scheidsrechter: Matej Jug |
| 24 november 2020 21:00 uur |             |                                                      |              | Stadion: NSK Olimpiejsky, Kiev Toeschouwers: 0 Scheidsrechter: Matej Jug |
| 24 november 2020 21:00 uur |             |                                                      |              | Stadion: NSK Olimpiejsky, Kiev Toeschouwers: 0 Scheidsrechter: Matej Jug |
|                            |             |                                                      |              |                                                                          |

|                            |                          |       |                 |                                                                                 |
| 24 november 2020 21:00 uur | Juventus FC              | 2 – 1 | Ferencvárosi TC | Stadion: Allianz Stadium, Turijn Toeschouwers: 0 Scheidsrechter: Daniel Siebert |
| 24 november 2020 21:00 uur | Ronaldo 35' Morata 90+2' |       | 19' Uzuni       | Stadion: Allianz Stadium, Turijn Toeschouwers: 0 Scheidsrechter: Daniel Siebert |
| 24 november 2020 21:00 uur |                          |       |                 | Stadion: Allianz Stadium, Turijn Toeschouwers: 0 Scheidsrechter: Daniel Siebert |
| 24 november 2020 21:00 uur |                          |       |                 | Stadion: Allianz Stadium, Turijn Toeschouwers: 0 Scheidsrechter: Daniel Siebert |
|                            |                          |       |                 |                                                                                 |

|                           |                                            |       |             |                                                                                     |
| 2 december 2020 21:00 uur | Juventus FC                                | 3 – 0 | Dynamo Kiev | Stadion: Allianz Stadium, Turijn Toeschouwers: 0 Scheidsrechter: Stéphanie Frappart |
| 2 december 2020 21:00 uur | Federico Chiesa 21' Ronaldo 57' Morata 66' |       |             | Stadion: Allianz Stadium, Turijn Toeschouwers: 0 Scheidsrechter: Stéphanie Frappart |
| 2 december 2020 21:00 uur |                                            |       |             | Stadion: Allianz Stadium, Turijn Toeschouwers: 0 Scheidsrechter: Stéphanie Frappart |
| 2 december 2020 21:00 uur |                                            |       |             | Stadion: Allianz Stadium, Turijn Toeschouwers: 0 Scheidsrechter: Stéphanie Frappart |
|                           |                                            |       |             |                                                                                     |

|                           |                 |                                                  |              |                                                                                      |
| 2 december 2020 21:00 uur | Ferencvárosi TC | 0 – 3                                            | FC Barcelona | Stadion: Groupama Arena, Boedapest Toeschouwers: 0 Scheidsrechter: Aleksej Koelbakov |
| 2 december 2020 21:00 uur |                 | 14' Griezmann 20' Braithwaite 28' (pen.) Dembélé |              | Stadion: Groupama Arena, Boedapest Toeschouwers: 0 Scheidsrechter: Aleksej Koelbakov |
| 2 december 2020 21:00 uur |                 |                                                  |              | Stadion: Groupama Arena, Boedapest Toeschouwers: 0 Scheidsrechter: Aleksej Koelbakov |
| 2 december 2020 21:00 uur |                 |                                                  |              | Stadion: Groupama Arena, Boedapest Toeschouwers: 0 Scheidsrechter: Aleksej Koelbakov |
|                           |                 |                                                  |              |                                                                                      |

|                           |              |                                             |             |                                                                             |
| 8 december 2020 21:00 uur | FC Barcelona | 0 – 3                                       | Juventus FC | Stadion: Camp Nou, Barcelona Toeschouwers: 0 Scheidsrechter: Tobias Stieler |
| 8 december 2020 21:00 uur |              | 13' (pen.), 52' (pen.) Ronaldo 20' McKennie |             | Stadion: Camp Nou, Barcelona Toeschouwers: 0 Scheidsrechter: Tobias Stieler |
| 8 december 2020 21:00 uur |              |                                             |             | Stadion: Camp Nou, Barcelona Toeschouwers: 0 Scheidsrechter: Tobias Stieler |
| 8 december 2020 21:00 uur |              |                                             |             | Stadion: Camp Nou, Barcelona Toeschouwers: 0 Scheidsrechter: Tobias Stieler |
|                           |              |                                             |             |                                                                             |

|                           |             |       |                 |                                                                               |
| 8 december 2020 21:00 uur | Dynamo Kiev | 1 – 0 | Ferencvárosi TC | Stadion: NSK Olimpiejsky, Kiev Toeschouwers: 0 Scheidsrechter: Andreas Ekberg |
| 8 december 2020 21:00 uur | Popov 60'   |       |                 | Stadion: NSK Olimpiejsky, Kiev Toeschouwers: 0 Scheidsrechter: Andreas Ekberg |
| 8 december 2020 21:00 uur |             |       |                 | Stadion: NSK Olimpiejsky, Kiev Toeschouwers: 0 Scheidsrechter: Andreas Ekberg |
| 8 december 2020 21:00 uur |             |       |                 | Stadion: NSK Olimpiejsky, Kiev Toeschouwers: 0 Scheidsrechter: Andreas Ekberg |
|                           |             |       |                 |                                                                               |

#### Groep H
| Pos | Team                | Wed | W | G | V | Ptn | DV | DT | +/− |                    |  | PSG | RBL | MUN | IBA |
| --- | ------------------- | --- | - | - | - | --- | -- | -- | --- | ------------------ |  | --- | --- | --- | --- |
| 1   | Paris Saint-Germain | 6   | 4 | 0 | 2 | 12  | 13 | 6  | +7  | Naar knock-outfase |  |     | 1–0 | 1–2 | 5–1 |
| 2   | RB Leipzig          | 6   | 4 | 0 | 2 | 12  | 11 | 12 | −1  | Naar knock-outfase |  | 2–1 |     | 3–2 | 2–0 |
| 3   | Manchester United   | 6   | 3 | 0 | 3 | 9   | 15 | 10 | +5  | Naar EL            |  | 1–3 | 5–0 |     | 4–1 |
| 4   | Istanbul Başakşehir | 6   | 1 | 0 | 5 | 3   | 7  | 18 | −11 |                    |  | 0–2 | 3–4 | 2–1 |     |

1. 1 2  Gelijkspel op head-to-head punten (3). Head-to-head uitdoelpunten: Paris-Saint German 1, Red-Bull Leipzig 0

##### Wedstrijden
|                           |                     |       |                                   |                                                                                       |
| 20 oktober 2020 21:00 uur | Paris Saint-Germain | 1 – 2 | Manchester United                 | Stadion: Parc des Princes, Parijs Toeschouwers: 0 Scheidsrechter: Antonio Mateu Lahoz |
| 20 oktober 2020 21:00 uur | Martial 55' (e.d.)  |       | 23' (pen.) Fernandes 87' Rashford | Stadion: Parc des Princes, Parijs Toeschouwers: 0 Scheidsrechter: Antonio Mateu Lahoz |
| 20 oktober 2020 21:00 uur |                     |       |                                   | Stadion: Parc des Princes, Parijs Toeschouwers: 0 Scheidsrechter: Antonio Mateu Lahoz |
| 20 oktober 2020 21:00 uur |                     |       |                                   | Stadion: Parc des Princes, Parijs Toeschouwers: 0 Scheidsrechter: Antonio Mateu Lahoz |
|                           |                     |       |                                   |                                                                                       |

|                           |                   |       |                     |                                                                                      |
| 20 oktober 2020 21:00 uur | RB Leipzig        | 2 – 0 | Istanbul Başakşehir | Stadion: Red Bull Arena, Leipzig Toeschouwers: 999 Scheidsrechter: Jesús Gil Manzano |
| 20 oktober 2020 21:00 uur | Angeliño 16', 20' |       |                     | Stadion: Red Bull Arena, Leipzig Toeschouwers: 999 Scheidsrechter: Jesús Gil Manzano |
| 20 oktober 2020 21:00 uur |                   |       |                     | Stadion: Red Bull Arena, Leipzig Toeschouwers: 999 Scheidsrechter: Jesús Gil Manzano |
| 20 oktober 2020 21:00 uur |                   |       |                     | Stadion: Red Bull Arena, Leipzig Toeschouwers: 999 Scheidsrechter: Jesús Gil Manzano |
|                           |                   |       |                     |                                                                                      |

|                           |                     |               |                     | |
| 28 oktober 2020 18:55 uur | Istanbul Başakşehir | 0 – 2         | Paris Saint-Germain | Stadion: Başakşehir Fatih Terimstadion, Istanboel Toeschouwers: 350 Scheidsrechter: Andreas Ekberg |
| 28 oktober 2020 18:55 uur |                     | 64', 79' Kean |                     | Stadion: Başakşehir Fatih Terimstadion, Istanboel Toeschouwers: 350 Scheidsrechter: Andreas Ekberg |
| 28 oktober 2020 18:55 uur |                     |               |                     | Stadion: Başakşehir Fatih Terimstadion, Istanboel Toeschouwers: 350 Scheidsrechter: Andreas Ekberg |
| 28 oktober 2020 18:55 uur |                     |               |                     | Stadion: Başakşehir Fatih Terimstadion, Istanboel Toeschouwers: 350 Scheidsrechter: Andreas Ekberg |
|                           |                     |               |                     | |

|                           |                                                           |       |            |                                                                                   |
| 28 oktober 2020 21:00 uur | Manchester United                                         | 5 – 0 | RB Leipzig | Stadion: Old Trafford, Manchester Toeschouwers: 577 Scheidsrechter: Slavko Vinčić |
| 28 oktober 2020 21:00 uur | Greenwood 21' Rashford 74', 78', 90+2' Martial 87' (pen.) |       |            | Stadion: Old Trafford, Manchester Toeschouwers: 577 Scheidsrechter: Slavko Vinčić |
| 28 oktober 2020 21:00 uur |                                                           |       |            | Stadion: Old Trafford, Manchester Toeschouwers: 577 Scheidsrechter: Slavko Vinčić |
| 28 oktober 2020 21:00 uur |                                                           |       |            | Stadion: Old Trafford, Manchester Toeschouwers: 577 Scheidsrechter: Slavko Vinčić |
|                           |                                                           |       |            |                                                                                   |

|                           |                     |       |                   |                                                                                                  |
| 4 november 2020 18:55 uur | Istanbul Başakşehir | 2 – 1 | Manchester United | Stadion: Başakşehir Fatih Terimstadion, Istanboel Toeschouwers: 350 Scheidsrechter: Davide Massa |
| 4 november 2020 18:55 uur | Ba 13' Višća 40'    |       | 43' Martial       | Stadion: Başakşehir Fatih Terimstadion, Istanboel Toeschouwers: 350 Scheidsrechter: Davide Massa |
| 4 november 2020 18:55 uur |                     |       |                   | Stadion: Başakşehir Fatih Terimstadion, Istanboel Toeschouwers: 350 Scheidsrechter: Davide Massa |
| 4 november 2020 18:55 uur |                     |       |                   | Stadion: Başakşehir Fatih Terimstadion, Istanboel Toeschouwers: 350 Scheidsrechter: Davide Massa |
|                           |                     |       |                   |                                                                                                  |

|                           |                                |       |                                                |                                                                                   |
| 4 november 2020 21:00 uur | RB Leipzig                     | 2 – 1 | Paris Saint-Germain                            | Stadion: Red Bull Arena, Leipzig Toeschouwers: 0 Scheidsrechter: Szymon Marciniak |
| 4 november 2020 21:00 uur | Nkunku 42' Forsberg 57' (pen.) |       | 6' Di María 37', 69' Gueye 19', 90+5' Kimpembe | Stadion: Red Bull Arena, Leipzig Toeschouwers: 0 Scheidsrechter: Szymon Marciniak |
| 4 november 2020 21:00 uur |                                |       |                                                | Stadion: Red Bull Arena, Leipzig Toeschouwers: 0 Scheidsrechter: Szymon Marciniak |
| 4 november 2020 21:00 uur |                                |       |                                                | Stadion: Red Bull Arena, Leipzig Toeschouwers: 0 Scheidsrechter: Szymon Marciniak |
|                           |                                |       |                                                |                                                                                   |

|                            |                                                   |       |                     |                                                                                    |
| 24 november 2020 21:00 uur | Manchester United                                 | 4 – 1 | Istanbul Başakşehir | Stadion: Old Trafford, Manchester Toeschouwers: 545 Scheidsrechter: Ovidiu Haţegan |
| 24 november 2020 21:00 uur | Fernandes 7', 19' Rashford 35' (pen.) James 90+2' |       | 75' Türüç           | Stadion: Old Trafford, Manchester Toeschouwers: 545 Scheidsrechter: Ovidiu Haţegan |
| 24 november 2020 21:00 uur |                                                   |       |                     | Stadion: Old Trafford, Manchester Toeschouwers: 545 Scheidsrechter: Ovidiu Haţegan |
| 24 november 2020 21:00 uur |                                                   |       |                     | Stadion: Old Trafford, Manchester Toeschouwers: 545 Scheidsrechter: Ovidiu Haţegan |
|                            |                                                   |       |                     |                                                                                    |

|                            |                     |       |            |                                                                                  |
| 24 november 2020 21:00 uur | Paris Saint-Germain | 1 – 0 | RB Leipzig | Stadion: Parc des Princes, Parijs Toeschouwers: 0 Scheidsrechter: Danny Makkelie |
| 24 november 2020 21:00 uur | Neymar 11' (pen.)   |       |            | Stadion: Parc des Princes, Parijs Toeschouwers: 0 Scheidsrechter: Danny Makkelie |
| 24 november 2020 21:00 uur |                     |       |            | Stadion: Parc des Princes, Parijs Toeschouwers: 0 Scheidsrechter: Danny Makkelie |
| 24 november 2020 21:00 uur |                     |       |            | Stadion: Parc des Princes, Parijs Toeschouwers: 0 Scheidsrechter: Danny Makkelie |
|                            |                     |       |            |                                                                                  |

|                           |                         |       |                                              | |
| 2 december 2020 18:55 uur | Istanbul Başakşehir     | 3 – 4 | RB Leipzig                                   | Stadion: Başakşehir Fatih Terimstadion, Istanboel Toeschouwers: 0 Scheidsrechter: Carlos del Cerro Grande |
| 2 december 2020 18:55 uur | Kahveci 45+2', 72', 85' |       | 26' Poulsen 43' Mukiele 66' Olmo 90' Sørloth | Stadion: Başakşehir Fatih Terimstadion, Istanboel Toeschouwers: 0 Scheidsrechter: Carlos del Cerro Grande |
| 2 december 2020 18:55 uur |                         |       |                                              | Stadion: Başakşehir Fatih Terimstadion, Istanboel Toeschouwers: 0 Scheidsrechter: Carlos del Cerro Grande |
| 2 december 2020 18:55 uur |                         |       |                                              | Stadion: Başakşehir Fatih Terimstadion, Istanboel Toeschouwers: 0 Scheidsrechter: Carlos del Cerro Grande |
|                           |                         |       |                                              | |

|                           |                            |       |                                 |                                                                                  |
| 2 december 2020 21:00 uur | Manchester United          | 1 – 3 | Paris Saint-Germain             | Stadion: Old Trafford, Manchester Toeschouwers: 0 Scheidsrechter: Daniele Orsato |
| 2 december 2020 21:00 uur | Rashford 32' Fred 23', 70' |       | 6', 90+1' Neymar 69' Marquinhos | Stadion: Old Trafford, Manchester Toeschouwers: 0 Scheidsrechter: Daniele Orsato |
| 2 december 2020 21:00 uur |                            |       |                                 | Stadion: Old Trafford, Manchester Toeschouwers: 0 Scheidsrechter: Daniele Orsato |
| 2 december 2020 21:00 uur |                            |       |                                 | Stadion: Old Trafford, Manchester Toeschouwers: 0 Scheidsrechter: Daniele Orsato |
|                           |                            |       |                                 |                                                                                  |

| |                     |                   |                     | |
| 8 december 2020 21:00 uur | Paris Saint-Germain | Gest. 13' (0 – 0) | Istanbul Başakşehir | Stadion: Parc des Princes, Parijs Toeschouwers: 0 Scheidsrechter: Ovidiu Haţegan Assistenten: Octavian Șovre Assistenten: Sebastian Gheorghe Vierde official: Sebastian Colţescu Video-assistent: Marco Di Bello AVAR: Maurizio Mariani |
| 8 december 2020 21:00 uur |                     |                   |                     | Stadion: Parc des Princes, Parijs Toeschouwers: 0 Scheidsrechter: Ovidiu Haţegan Assistenten: Octavian Șovre Assistenten: Sebastian Gheorghe Vierde official: Sebastian Colţescu Video-assistent: Marco Di Bello AVAR: Maurizio Mariani |
| 8 december 2020 21:00 uur |                     |                   |                     | Stadion: Parc des Princes, Parijs Toeschouwers: 0 Scheidsrechter: Ovidiu Haţegan Assistenten: Octavian Șovre Assistenten: Sebastian Gheorghe Vierde official: Sebastian Colţescu Video-assistent: Marco Di Bello AVAR: Maurizio Mariani |
| 8 december 2020 21:00 uur |                     |                   |                     | Stadion: Parc des Princes, Parijs Toeschouwers: 0 Scheidsrechter: Ovidiu Haţegan Assistenten: Octavian Șovre Assistenten: Sebastian Gheorghe Vierde official: Sebastian Colţescu Video-assistent: Marco Di Bello AVAR: Maurizio Mariani |
| Bijz.: Deze wedstrijd werd na 13 minuten gestaakt wegens vermeend racisme van de 4de official. Hierdoor stapten beide elftallen het veld af, daarom werd deze wedstrijd op woensdag 9 december 2020 hervat. |                     |                   |                     | |

|                           |                                      |       |                                |                                                                                      |
| 8 december 2020 21:00 uur | RB Leipzig                           | 3 – 2 | Manchester United              | Stadion: Red Bull Arena, Leipzig Toeschouwers: 0 Scheidsrechter: Antonio Mateu Lahoz |
| 8 december 2020 21:00 uur | Angeliño 2' Haidara 13' Kluivert 69' |       | 80' (pen.) Fernandes 82' Pogba | Stadion: Red Bull Arena, Leipzig Toeschouwers: 0 Scheidsrechter: Antonio Mateu Lahoz |
| 8 december 2020 21:00 uur |                                      |       |                                | Stadion: Red Bull Arena, Leipzig Toeschouwers: 0 Scheidsrechter: Antonio Mateu Lahoz |
| 8 december 2020 21:00 uur |                                      |       |                                | Stadion: Red Bull Arena, Leipzig Toeschouwers: 0 Scheidsrechter: Antonio Mateu Lahoz |
|                           |                                      |       |                                |                                                                                      |

|                                                |                                             |       |                     | |
| 9 december 2020 18:55 uur (restant 77 minuten) | Paris Saint-Germain                         | 5 – 1 | Istanbul Başakşehir | Stadion: Parc des Princes, Parijs Toeschouwers: 0 Scheidsrechter: Danny Makkelie Assistenten: Mario Diks Assistenten: Marcin Boniek Vierde official: Bartosz Frankowski Video-assistent: Marco Di Bello AVAR: Maurizio Mariani |
| 9 december 2020 18:55 uur (restant 77 minuten) | Neymar 21', 38', 50' Mbappé 42' (pen.), 62' |       | 57' Topal           | Stadion: Parc des Princes, Parijs Toeschouwers: 0 Scheidsrechter: Danny Makkelie Assistenten: Mario Diks Assistenten: Marcin Boniek Vierde official: Bartosz Frankowski Video-assistent: Marco Di Bello AVAR: Maurizio Mariani |
| 9 december 2020 18:55 uur (restant 77 minuten) |                                             |       |                     | Stadion: Parc des Princes, Parijs Toeschouwers: 0 Scheidsrechter: Danny Makkelie Assistenten: Mario Diks Assistenten: Marcin Boniek Vierde official: Bartosz Frankowski Video-assistent: Marco Di Bello AVAR: Maurizio Mariani |
| 9 december 2020 18:55 uur (restant 77 minuten) |                                             |       |                     | Stadion: Parc des Princes, Parijs Toeschouwers: 0 Scheidsrechter: Danny Makkelie Assistenten: Mario Diks Assistenten: Marcin Boniek Vierde official: Bartosz Frankowski Video-assistent: Marco Di Bello AVAR: Maurizio Mariani |
|                                                |                                             |       |                     | |

### Knock-outfase
- Tijdens de loting voor de achtste finale hadden de acht groepswinnaars een geplaatste status, de acht nummers twee een ongeplaatste status. De geplaatste teams werden geloot tegen de ongeplaatste teams. Ploegen die in dezelfde groep zaten en ploegen uit dezelfde landen konden in deze ronde niet tegen elkaar loten.
- Vanaf de kwartfinales zijn er geen geplaatste en ongeplaatste statussen meer en kan iedereen elkaar loten.

#### Schema
|  | Achtste finales          | Achtste finales         | Achtste finales | Achtste finales |                                    |                 | Kwartfinales    | Kwartfinales | Kwartfinales | Kwartfinales |  |  | Halve finales | Halve finales | Halve finales | Halve finales |  |  | Finale | Finale | Finale | Finale |
|  |                          |                         |                 |                 |                                    |                 |                 |              |              |              |  |  |               |               |               |               |  |  |        |        |        |        |
|  | 23 februari + 17 maart   |                         |                 |                 |                                    |                 |                 |              |              |              |  |  |               |               |               |               |  |  |        |        |        |        |
|  |                          |                         |                 |                 |                                    |                 |                 |              |              |              |  |  |               |               |               |               |  |  |        |        |        |        |
|  | SS Lazio                 | 1                       | 1               | 2               |                                    |                 |                 |              |              |              |  |  |               |               |               |               |  |  |        |        |        |        |
|  | SS Lazio                 | 1                       | 1               | 2               | 7 april + 13 april                 |                 |                 |              |              |              |  |  |               |               |               |               |  |  |        |        |        |        |
|  | Bayern München TH        | 4                       | 2               | 6               |                                    |                 |                 |              |              |              |  |  |               |               |               |               |  |  |        |        |        |        |
|  | Bayern München TH        | 4                       | 2               | 6               | Bayern München TH                  | 2               | 1               | 3            |              |              |  |  |               |               |               |               |  |  |        |        |        |        |
|  | 16 februari + 10 maart   |                         |                 |                 | Bayern München TH                  | 2               | 1               | 3            |              |              |  |  |               |               |               |               |  |  |        |        |        |        |
|  |                          | Paris Saint-Germain (u) | 3               | 0               | 3                                  |                 |                 |              |              |              |  |  |               |               |               |               |  |  |        |        |        |        |
|  | FC Barcelona             | Paris Saint-Germain (u) | 3               | 0               | 3                                  | 1               | 1               | 2            |              |              |  |  |               |               |               |               |  |  |        |        |        |        |
|  | FC Barcelona             |                         |                 |                 | 28 april + 4 mei                   | 1               | 1               | 2            |              |              |  |  |               |               |               |               |  |  |        |        |        |        |
|  | Paris Saint-Germain      | 4                       | 1               | 5               |                                    |                 |                 |              |              |              |  |  |               |               |               |               |  |  |        |        |        |        |
|  | Paris Saint-Germain      | 4                       | 1               | 5               | Paris Saint-Germain                | 1               | 0               | 1            |              |              |  |  |               |               |               |               |  |  |        |        |        |        |
|  | 24 februari + 16 maart   |                         |                 |                 | Paris Saint-Germain                | 1               | 0               | 1            |              |              |  |  |               |               |               |               |  |  |        |        |        |        |
|  |                          | Manchester City         | 2               | 2               | 4                                  |                 |                 |              |              |              |  |  |               |               |               |               |  |  |        |        |        |        |
|  | Borussia Mönchengladbach | Manchester City         | 2               | 2               | 4                                  | 0               | 0               | 0            |              |              |  |  |               |               |               |               |  |  |        |        |        |        |
|  | Borussia Mönchengladbach | 6 april + 14 april      |                 |                 |                                    | 0               | 0               | 0            |              |              |  |  |               |               |               |               |  |  |        |        |        |        |
|  | Manchester City          | 2                       | 2               | 4               |                                    |                 |                 |              |              |              |  |  |               |               |               |               |  |  |        |        |        |        |
|  | Manchester City          | 2                       | 2               | 4               | Manchester City                    | 2               | 2               | 4            |              |              |  |  |               |               |               |               |  |  |        |        |        |        |
|  | 17 februari + 9 maart    |                         |                 |                 | Manchester City                    | 2               | 2               | 4            |              |              |  |  |               |               |               |               |  |  |        |        |        |        |
|  |                          | Borussia Dortmund       | 1               | 1               | 2                                  |                 |                 |              |              |              |  |  |               |               |               |               |  |  |        |        |        |        |
|  | Sevilla FC EL-TH         | Borussia Dortmund       | 1               | 1               | 2                                  | 2               | 2               | 4            |              |              |  |  |               |               |               |               |  |  |        |        |        |        |
|  | Sevilla FC EL-TH         |                         |                 |                 | 29 mei - Porto (Estádio do Dragão) | 2               | 2               | 4            |              |              |  |  |               |               |               |               |  |  |        |        |        |        |
|  | Borussia Dortmund        | 3                       | 2               | 5               |                                    |                 |                 |              |              |              |  |  |               |               |               |               |  |  |        |        |        |        |
|  | Borussia Dortmund        | 3                       | 2               | 5               | Manchester City                    | Manchester City | Manchester City | 0            |              |              |  |  |               |               |               |               |  |  |        |        |        |        |
|  | 24 februari + 16 maart   |                         |                 |                 | Manchester City                    | Manchester City | Manchester City | 0            |              |              |  |  |               |               |               |               |  |  |        |        |        |        |
|  |                          | Chelsea FC              | Chelsea FC      | Chelsea FC      | 1                                  |                 |                 |              |              |              |  |  |               |               |               |               |  |  |        |        |        |        |
|  | Atalanta Bergamo         | Chelsea FC              | Chelsea FC      | Chelsea FC      | 1                                  | 0               | 1               | 1            |              |              |  |  |               |               |               |               |  |  |        |        |        |        |
|  | Atalanta Bergamo         | 6 april + 14 april      |                 |                 |                                    | 0               | 1               | 1            |              |              |  |  |               |               |               |               |  |  |        |        |        |        |
|  | Real Madrid              | 1                       | 3               | 4               |                                    |                 |                 |              |              |              |  |  |               |               |               |               |  |  |        |        |        |        |
|  | Real Madrid              | 1                       | 3               | 4               | Real Madrid                        | 3               | 0               | 3            |              |              |  |  |               |               |               |               |  |  |        |        |        |        |
|  | 16 februari + 10 maart   |                         |                 |                 | Real Madrid                        | 3               | 0               | 3            |              |              |  |  |               |               |               |               |  |  |        |        |        |        |
|  |                          | Liverpool FC            | 1               | 0               | 1                                  |                 |                 |              |              |              |  |  |               |               |               |               |  |  |        |        |        |        |
|  | RB Leipzig               | Liverpool FC            | 1               | 0               | 1                                  | 0               | 0               | 0            |              |              |  |  |               |               |               |               |  |  |        |        |        |        |
|  | RB Leipzig               |                         |                 |                 | 27 april + 5 mei                   | 0               | 0               | 0            |              |              |  |  |               |               |               |               |  |  |        |        |        |        |
|  | Liverpool FC             | 2                       | 2               | 4               |                                    |                 |                 |              |              |              |  |  |               |               |               |               |  |  |        |        |        |        |
|  | Liverpool FC             | 2                       | 2               | 4               | Real Madrid                        | 1               | 0               | 1            |              |              |  |  |               |               |               |               |  |  |        |        |        |        |
|  | 17 februari + 9 maart    |                         |                 |                 | Real Madrid                        | 1               | 0               | 1            |              |              |  |  |               |               |               |               |  |  |        |        |        |        |
|  |                          | Chelsea FC              | 1               | 2               | 3                                  |                 |                 |              |              |              |  |  |               |               |               |               |  |  |        |        |        |        |
|  | FC Porto (n.v.) (u)      | Chelsea FC              | 1               | 2               | 3                                  | 2               | 2               | 4            |              |              |  |  |               |               |               |               |  |  |        |        |        |        |
|  | FC Porto (n.v.) (u)      | 7 april + 13 april      |                 |                 |                                    | 2               | 2               | 4            |              |              |  |  |               |               |               |               |  |  |        |        |        |        |
|  | Juventus                 | 1                       | 3               | 4               |                                    |                 |                 |              |              |              |  |  |               |               |               |               |  |  |        |        |        |        |
|  | Juventus                 | 1                       | 3               | 4               | FC Porto                           | 0               | 1               | 1            |              |              |  |  |               |               |               |               |  |  |        |        |        |        |
|  | 23 februari + 17 maart   |                         |                 |                 | FC Porto                           | 0               | 1               | 1            |              |              |  |  |               |               |               |               |  |  |        |        |        |        |
|  |                          | Chelsea FC              | 2               | 0               | 2                                  |                 |                 |              |              |              |  |  |               |               |               |               |  |  |        |        |        |        |
|  | Atlético Madrid          | Chelsea FC              | 2               | 0               | 2                                  | 0               | 0               | 0            |              |              |  |  |               |               |               |               |  |  |        |        |        |        |
|  | Atlético Madrid          |                         |                 |                 |                                    | 0               | 0               | 0            |              |              |  |  |               |               |               |               |  |  |        |        |        |        |
|  | Chelsea FC               | 1                       | 2               | 3               |                                    |                 |                 |              |              |              |  |  |               |               |               |               |  |  |        |        |        |        |
|  | Chelsea FC               | 1                       | 2               | 3               |                                    |                 |                 |              |              |              |  |  |               |               |               |               |  |  |        |        |        |        |

#### Achtste finales
De loting vond plaats op 14 december 2020. De heenwedstrijden werden gespeeld op 16, 17, 23 en 24 februari 2021. De returns vonden plaats op 9, 10, 16 en 17 maart 2021.

##### Loting
| Groep                                     | Groepswinnaar (geplaatst) | Nummer twee (ongeplaatst) |
| ----------------------------------------- | ------------------------- | ------------------------- |
| A                                         | Bayern München TH         | Atlético Madrid           |
| B                                         | Real Madrid               | Borussia Mönchengladbach  |
| C                                         | Manchester City           | FC Porto                  |
| D                                         | Liverpool FC              | Atalanta Bergamo          |
| E                                         | Chelsea FC                | Sevilla FC EL-TH          |
| F                                         | Borussia Dortmund         | SS Lazio                  |
| G                                         | Juventus                  | FC Barcelona              |
| H                                         | Paris Saint-Germain       | RB Leipzig                |
| \| Legenda \| \| Geplaatst Ongeplaatst \| |                           |                           |
| Legenda                                   |                           |                           |
| Geplaatst Ongeplaatst                     |                           |                           |

| Team 1                   | Tot.      | Team 2              | 1e wedstr. | 2e wedstr.   |
| ------------------------ | --------- | ------------------- | ---------- | ------------ |
| Borussia Mönchengladbach | 0 – 4     | Manchester City     | 0 – 2      | 0 – 2        |
| SS Lazio                 | 2 – 6     | Bayern München      | 1 – 4      | 1 – 2        |
| Atlético Madrid          | 0 – 3     | Chelsea FC          | 0 – 1      | 0 – 2        |
| RB Leipzig               | 0 – 4     | Liverpool FC        | 0 – 2      | 0 – 2        |
| FC Porto                 | (u) 4 – 4 | Juventus FC         | 2 – 1      | 2 – 3 (n.v.) |
| FC Barcelona             | 2 – 5     | Paris Saint-Germain | 1 – 4      | 1 – 1        |
| Sevilla FC               | 4 – 5     | Borussia Dortmund   | 2 – 3      | 2 – 2        |
| Atalanta Bergamo         | 1 – 4     | Real Madrid         | 0 – 1      | 1 – 3        |

##### Wedstrijden

###### Heen- en terugwedstrijden
|                            |                          |                             |                 |                                                                                                |
| 24 februari 2021 21:00 uur | Borussia Mönchengladbach | 0 – 2                       | Manchester City | Stadion: Puskás Aréna, Boedapest (Hongarije) Toeschouwers: 0 Scheidsrechter: Artur Soares Dias |
| 24 februari 2021 21:00 uur |                          | 29' Silva 65' Gabriel Jesus |                 | Stadion: Puskás Aréna, Boedapest (Hongarije) Toeschouwers: 0 Scheidsrechter: Artur Soares Dias |
| 24 februari 2021 21:00 uur |                          |                             |                 | Stadion: Puskás Aréna, Boedapest (Hongarije) Toeschouwers: 0 Scheidsrechter: Artur Soares Dias |
| 24 februari 2021 21:00 uur |                          |                             |                 | Stadion: Puskás Aréna, Boedapest (Hongarije) Toeschouwers: 0 Scheidsrechter: Artur Soares Dias |
|                            |                          |                             |                 |                                                                                                |

|                                                                                 |                            |       |                          |                                                                                              |
| 16 maart 2021 21:00 uur                                                         | Manchester City            | 2 – 0 | Borussia Mönchengladbach | Stadion: Puskás Aréna, Boedapest (Hongarije) Toeschouwers: 0 Scheidsrechter: Sergej Karasjov |
| 16 maart 2021 21:00 uur                                                         | De Bruyne 12' Gündoğan 18' |       |                          | Stadion: Puskás Aréna, Boedapest (Hongarije) Toeschouwers: 0 Scheidsrechter: Sergej Karasjov |
| 16 maart 2021 21:00 uur                                                         |                            |       |                          | Stadion: Puskás Aréna, Boedapest (Hongarije) Toeschouwers: 0 Scheidsrechter: Sergej Karasjov |
| 16 maart 2021 21:00 uur                                                         |                            |       |                          | Stadion: Puskás Aréna, Boedapest (Hongarije) Toeschouwers: 0 Scheidsrechter: Sergej Karasjov |
| Bijz.: Manchester City won over twee wedstrijden met een totaalscore van 0 – 4. |                            |       |                          |                                                                                              |

|                            |            |       |                                                       |                                                                               |
| 23 februari 2021 21:00 uur | SS Lazio   | 1 – 4 | Bayern München                                        | Stadion: Stadio Olimpico, Rome Toeschouwers: 0 Scheidsrechter: Orel Grinfeeld |
| 23 februari 2021 21:00 uur | Correa 49' |       | 9' Lewandowski 24' Musiala 42' Sané 47' (e.d.) Acerbi | Stadion: Stadio Olimpico, Rome Toeschouwers: 0 Scheidsrechter: Orel Grinfeeld |
| 23 februari 2021 21:00 uur |            |       |                                                       | Stadion: Stadio Olimpico, Rome Toeschouwers: 0 Scheidsrechter: Orel Grinfeeld |
| 23 februari 2021 21:00 uur |            |       |                                                       | Stadion: Stadio Olimpico, Rome Toeschouwers: 0 Scheidsrechter: Orel Grinfeeld |
|                            |            |       |                                                       |                                                                               |

|                                                                                |                                          |       |            |                                                                               |
| 17 maart 2021 21:00 uur                                                        | Bayern München                           | 2 – 1 | SS Lazio   | Stadion: Allianz Arena, München Toeschouwers: 0 Scheidsrechter: István Kovács |
| 17 maart 2021 21:00 uur                                                        | Lewandowski 33' (pen.) Choupo-Moting 73' |       | 82' Parolo | Stadion: Allianz Arena, München Toeschouwers: 0 Scheidsrechter: István Kovács |
| 17 maart 2021 21:00 uur                                                        |                                          |       |            | Stadion: Allianz Arena, München Toeschouwers: 0 Scheidsrechter: István Kovács |
| 17 maart 2021 21:00 uur                                                        |                                          |       |            | Stadion: Allianz Arena, München Toeschouwers: 0 Scheidsrechter: István Kovács |
| Bijz.: Bayern München won over twee wedstrijden met een totaalscore van 2 – 6. |                                          |       |            |                                                                               |

|                            |                 |            |            |                                                                                            |
| 23 februari 2021 21:00 uur | Atlético Madrid | 0 – 1      | Chelsea FC | Stadion: Arena Națională, Boekarest (Roemenië) Toeschouwers: 0 Scheidsrechter: Felix Brych |
| 23 februari 2021 21:00 uur |                 | 68' Giroud |            | Stadion: Arena Națională, Boekarest (Roemenië) Toeschouwers: 0 Scheidsrechter: Felix Brych |
| 23 februari 2021 21:00 uur |                 |            |            | Stadion: Arena Națională, Boekarest (Roemenië) Toeschouwers: 0 Scheidsrechter: Felix Brych |
| 23 februari 2021 21:00 uur |                 |            |            | Stadion: Arena Națională, Boekarest (Roemenië) Toeschouwers: 0 Scheidsrechter: Felix Brych |
|                            |                 |            |            |                                                                                            |

|                                                                            |                          |       |                 |                                                                                 |
| 17 maart 2021 21:00 uur                                                    | Chelsea FC               | 2 – 0 | Atlético Madrid | Stadion: Stamford Bridge, Londen Toeschouwers: 0 Scheidsrechter: Daniele Orsato |
| 17 maart 2021 21:00 uur                                                    | Ziyech 34' Emerson 90+4' |       | 81' Savić       | Stadion: Stamford Bridge, Londen Toeschouwers: 0 Scheidsrechter: Daniele Orsato |
| 17 maart 2021 21:00 uur                                                    |                          |       |                 | Stadion: Stamford Bridge, Londen Toeschouwers: 0 Scheidsrechter: Daniele Orsato |
| 17 maart 2021 21:00 uur                                                    |                          |       |                 | Stadion: Stamford Bridge, Londen Toeschouwers: 0 Scheidsrechter: Daniele Orsato |
| Bijz.: Chelsea FC won over twee wedstrijden met een totaalscore van 0 – 3. |                          |       |                 |                                                                                 |

|                            |            |                    |              |                                                                                            |
| 16 februari 2021 21:00 uur | RB Leipzig | 0 – 2              | Liverpool FC | Stadion: Puskás Aréna, Boedapest (Hongarije) Toeschouwers: 0 Scheidsrechter: Slavko Vinčić |
| 16 februari 2021 21:00 uur |            | 53' Salah 58' Mané |              | Stadion: Puskás Aréna, Boedapest (Hongarije) Toeschouwers: 0 Scheidsrechter: Slavko Vinčić |
| 16 februari 2021 21:00 uur |            |                    |              | Stadion: Puskás Aréna, Boedapest (Hongarije) Toeschouwers: 0 Scheidsrechter: Slavko Vinčić |
| 16 februari 2021 21:00 uur |            |                    |              | Stadion: Puskás Aréna, Boedapest (Hongarije) Toeschouwers: 0 Scheidsrechter: Slavko Vinčić |
|                            |            |                    |              |                                                                                            |

|                                                                              |                    |       |            |                                                                                             |
| 10 maart 2021 21:00 uur                                                      | Liverpool FC       | 2 – 0 | RB Leipzig | Stadion: Puskás Aréna, Boedapest (Hongarije) Toeschouwers: 0 Scheidsrechter: Clément Turpin |
| 10 maart 2021 21:00 uur                                                      | Salah 70' Mané 74' |       |            | Stadion: Puskás Aréna, Boedapest (Hongarije) Toeschouwers: 0 Scheidsrechter: Clément Turpin |
| 10 maart 2021 21:00 uur                                                      |                    |       |            | Stadion: Puskás Aréna, Boedapest (Hongarije) Toeschouwers: 0 Scheidsrechter: Clément Turpin |
| 10 maart 2021 21:00 uur                                                      |                    |       |            | Stadion: Puskás Aréna, Boedapest (Hongarije) Toeschouwers: 0 Scheidsrechter: Clément Turpin |
| Bijz.: Liverpool FC won over twee wedstrijden met een totaalscore van 0 – 4. |                    |       |            |                                                                                             |

|                            |                      |       |            |                                                                                           |
| 17 februari 2021 21:00 uur | FC Porto             | 2 – 1 | Juventus   | Stadion: Estádio do Dragão, Porto Toeschouwers: 0 Scheidsrechter: Carlos del Cerro Grande |
| 17 februari 2021 21:00 uur | Taremi 2' Marega 46' |       | 82' Chiesa | Stadion: Estádio do Dragão, Porto Toeschouwers: 0 Scheidsrechter: Carlos del Cerro Grande |
| 17 februari 2021 21:00 uur |                      |       |            | Stadion: Estádio do Dragão, Porto Toeschouwers: 0 Scheidsrechter: Carlos del Cerro Grande |
| 17 februari 2021 21:00 uur |                      |       |            | Stadion: Estádio do Dragão, Porto Toeschouwers: 0 Scheidsrechter: Carlos del Cerro Grande |
|                            |                      |       |            |                                                                                           |

| |                             |              |                                           |                                                                                |
| 9 maart 2021 21:00 uur | Juventus                    | 3 – 2 (n.v.) | FC Porto                                  | Stadion: Allianz Stadium, Turijn Toeschouwers: 0 Scheidsrechter: Björn Kuipers |
| 9 maart 2021 21:00 uur | Chiesa 49', 63' Rabiot 117' |              | 19' (pen.), 115' Oliveira 52', 54' Taremi | Stadion: Allianz Stadium, Turijn Toeschouwers: 0 Scheidsrechter: Björn Kuipers |
| 9 maart 2021 21:00 uur |                             |              |                                           | Stadion: Allianz Stadium, Turijn Toeschouwers: 0 Scheidsrechter: Björn Kuipers |
| 9 maart 2021 21:00 uur |                             |              |                                           | Stadion: Allianz Stadium, Turijn Toeschouwers: 0 Scheidsrechter: Björn Kuipers |
| Bijz.: FC Porto speelde over twee wedstrijden gelijk met een totaalscore van 4 – 4, maar won op basis van de gemaakte uitdoelpunten. |                             |              |                                           |                                                                                |

|                            |                  |       |                               |                                                                            |
| 16 februari 2021 21:00 uur | FC Barcelona     | 1 – 4 | Paris Saint-Germain           | Stadion: Camp Nou, Barcelona Toeschouwers: 0 Scheidsrechter: Björn Kuipers |
| 16 februari 2021 21:00 uur | Messi 27' (pen.) |       | 32', 65', 85' Mbappé 70' Kean | Stadion: Camp Nou, Barcelona Toeschouwers: 0 Scheidsrechter: Björn Kuipers |
| 16 februari 2021 21:00 uur |                  |       |                               | Stadion: Camp Nou, Barcelona Toeschouwers: 0 Scheidsrechter: Björn Kuipers |
| 16 februari 2021 21:00 uur |                  |       |                               | Stadion: Camp Nou, Barcelona Toeschouwers: 0 Scheidsrechter: Björn Kuipers |
|                            |                  |       |                               |                                                                            |

|                                                                                     |                     |       |              |                                                                                  |
| 10 maart 2021 21:00 uur                                                             | Paris Saint-Germain | 1 – 1 | FC Barcelona | Stadion: Parc des Princes, Parijs Toeschouwers: 0 Scheidsrechter: Anthony Taylor |
| 10 maart 2021 21:00 uur                                                             | Mbappé 31' (pen.)   |       | 37' Messi    | Stadion: Parc des Princes, Parijs Toeschouwers: 0 Scheidsrechter: Anthony Taylor |
| 10 maart 2021 21:00 uur                                                             |                     |       |              | Stadion: Parc des Princes, Parijs Toeschouwers: 0 Scheidsrechter: Anthony Taylor |
| 10 maart 2021 21:00 uur                                                             |                     |       |              | Stadion: Parc des Princes, Parijs Toeschouwers: 0 Scheidsrechter: Anthony Taylor |
| Bijz.: Paris Saint-Germain won over twee wedstrijden met een totaalscore van 2 – 5. |                     |       |              |                                                                                  |

|                            |                     |       |                            |                                                                                                |
| 17 februari 2021 21:00 uur | Sevilla             | 2 – 3 | Borussia Dortmund          | Stadion: Estadio Ramón Sánchez Pizjuán, Sevilla Toeschouwers: 0 Scheidsrechter: Danny Makkelie |
| 17 februari 2021 21:00 uur | Suso 7' De Jong 84' |       | 19' Dahoud 27', 43' Håland | Stadion: Estadio Ramón Sánchez Pizjuán, Sevilla Toeschouwers: 0 Scheidsrechter: Danny Makkelie |
| 17 februari 2021 21:00 uur |                     |       |                            | Stadion: Estadio Ramón Sánchez Pizjuán, Sevilla Toeschouwers: 0 Scheidsrechter: Danny Makkelie |
| 17 februari 2021 21:00 uur |                     |       |                            | Stadion: Estadio Ramón Sánchez Pizjuán, Sevilla Toeschouwers: 0 Scheidsrechter: Danny Makkelie |
|                            |                     |       |                            |                                                                                                |

|                                                                                   |                        |       |                             |                                                                                   |
| 9 maart 2021 21:00 uur                                                            | Borussia Dortmund      | 2 – 2 | Sevilla                     | Stadion: Signal Iduna Park, Dortmund Toeschouwers: 0 Scheidsrechter: Cüneyt Çakır |
| 9 maart 2021 21:00 uur                                                            | Håland 35', 54' (pen.) |       | 69' (pen.), 90+6' En-Nesyri | Stadion: Signal Iduna Park, Dortmund Toeschouwers: 0 Scheidsrechter: Cüneyt Çakır |
| 9 maart 2021 21:00 uur                                                            |                        |       |                             | Stadion: Signal Iduna Park, Dortmund Toeschouwers: 0 Scheidsrechter: Cüneyt Çakır |
| 9 maart 2021 21:00 uur                                                            |                        |       |                             | Stadion: Signal Iduna Park, Dortmund Toeschouwers: 0 Scheidsrechter: Cüneyt Çakır |
| Bijz.: Borussia Dortmund won over twee wedstrijden met een totaalscore van 4 – 5. |                        |       |                             |                                                                                   |

|                            |                  |       |             |                                                                                                 |
| 24 februari 2021 21:00 uur | Atalanta Bergamo | 0 – 1 | Real Madrid | Stadion: Stadio Atleti Azzurri d'Italia, Bergamo Toeschouwers: 0 Scheidsrechter: Tobias Stieler |
| 24 februari 2021 21:00 uur | Freuler 17'      |       | 86' Mendy   | Stadion: Stadio Atleti Azzurri d'Italia, Bergamo Toeschouwers: 0 Scheidsrechter: Tobias Stieler |
| 24 februari 2021 21:00 uur |                  |       |             | Stadion: Stadio Atleti Azzurri d'Italia, Bergamo Toeschouwers: 0 Scheidsrechter: Tobias Stieler |
| 24 februari 2021 21:00 uur |                  |       |             | Stadion: Stadio Atleti Azzurri d'Italia, Bergamo Toeschouwers: 0 Scheidsrechter: Tobias Stieler |
|                            |                  |       |             |                                                                                                 |

|                                                                             |                                          |       |                  |                                                                                            |
| 16 maart 2021 21:00 uur                                                     | Real Madrid                              | 3 – 1 | Atalanta Bergamo | Stadion: Estadio Alfredo Di Stéfano, Madrid Toeschouwers: 0 Scheidsrechter: Danny Makkelie |
| 16 maart 2021 21:00 uur                                                     | Benzema 34' Ramos 60' (pen.) Asensio 85' |       | 83' Muriel       | Stadion: Estadio Alfredo Di Stéfano, Madrid Toeschouwers: 0 Scheidsrechter: Danny Makkelie |
| 16 maart 2021 21:00 uur                                                     |                                          |       |                  | Stadion: Estadio Alfredo Di Stéfano, Madrid Toeschouwers: 0 Scheidsrechter: Danny Makkelie |
| 16 maart 2021 21:00 uur                                                     |                                          |       |                  | Stadion: Estadio Alfredo Di Stéfano, Madrid Toeschouwers: 0 Scheidsrechter: Danny Makkelie |
| Bijz.: Real Madrid won over twee wedstrijden met een totaalscore van 1 – 4. |                                          |       |                  |                                                                                            |

#### Kwartfinales
De loting vond plaats op 19 maart 2021. De heenwedstrijden werden gespeeld op 6 en 7 april 2021. De returns vonden plaats op 13 en 14 april 2021.

##### Loting
| Team 1          | Tot.      | Team 2              | 1e wedstr. | 2e wedstr. |
| --------------- | --------- | ------------------- | ---------- | ---------- |
| Manchester City | 4 – 2     | Borussia Dortmund   | 2 – 1      | 2 – 1      |
| FC Porto        | 1 – 2     | Chelsea FC          | 0 – 2      | 1 – 0      |
| Bayern München  | 3 – 3 (u) | Paris Saint-Germain | 2 – 3      | 1 – 0      |
| Real Madrid     | 3 – 1     | Liverpool FC        | 3 – 1      | 0 – 0      |

##### Wedstrijden

###### Heen- en terugwedstrijden
|                        |                         |         |                   |                                                                                    |
| 6 april 2021 21:00 uur | Manchester City         | 2 – 1   | Borussia Dortmund | Stadion: Etihad Stadium, Manchester Toeschouwers: 0 Scheidsrechter: Ovidiu Haţegan |
| 6 april 2021 21:00 uur | De Bruyne 19' Foden 90' | Verslag | 84' Reus          | Stadion: Etihad Stadium, Manchester Toeschouwers: 0 Scheidsrechter: Ovidiu Haţegan |
| 6 april 2021 21:00 uur |                         |         |                   | Stadion: Etihad Stadium, Manchester Toeschouwers: 0 Scheidsrechter: Ovidiu Haţegan |
| 6 april 2021 21:00 uur |                         |         |                   | Stadion: Etihad Stadium, Manchester Toeschouwers: 0 Scheidsrechter: Ovidiu Haţegan |
|                        |                         |         |                   |                                                                                    |

|                                                                                 |                   |         |                             |                                                                                              |
| 14 april 2021 21:00 uur                                                         | Borussia Dortmund | 1 – 2   | Manchester City             | Stadion: Signal Iduna Park, Dortmund Toeschouwers: 0 Scheidsrechter: Carlos del Cerro Grande |
| 14 april 2021 21:00 uur                                                         | Bellingham 15'    | Verslag | 55' (pen.) Mahrez 75' Foden | Stadion: Signal Iduna Park, Dortmund Toeschouwers: 0 Scheidsrechter: Carlos del Cerro Grande |
| 14 april 2021 21:00 uur                                                         |                   |         |                             | Stadion: Signal Iduna Park, Dortmund Toeschouwers: 0 Scheidsrechter: Carlos del Cerro Grande |
| 14 april 2021 21:00 uur                                                         |                   |         |                             | Stadion: Signal Iduna Park, Dortmund Toeschouwers: 0 Scheidsrechter: Carlos del Cerro Grande |
| Bijz.: Manchester City won over twee wedstrijden met een totaalscore van 4 – 2. |                   |         |                             |                                                                                              |

|                        |          |         |                        | |
| 7 april 2021 21:00 uur | FC Porto | 0 – 2   | Chelsea FC             | Stadion: Estadio Ramón Sánchez Pizjuán, Sevilla (Spanje) Toeschouwers: 0 Scheidsrechter: Slavko Vinčić |
| 7 april 2021 21:00 uur |          | Verslag | 32' Mount 85' Chilwell | Stadion: Estadio Ramón Sánchez Pizjuán, Sevilla (Spanje) Toeschouwers: 0 Scheidsrechter: Slavko Vinčić |
| 7 april 2021 21:00 uur |          |         |                        | Stadion: Estadio Ramón Sánchez Pizjuán, Sevilla (Spanje) Toeschouwers: 0 Scheidsrechter: Slavko Vinčić |
| 7 april 2021 21:00 uur |          |         |                        | Stadion: Estadio Ramón Sánchez Pizjuán, Sevilla (Spanje) Toeschouwers: 0 Scheidsrechter: Slavko Vinčić |
|                        |          |         |                        | |

|                                                                            |            |         |              | |
| 13 april 2021 21:00 uur                                                    | Chelsea FC | 0 – 1   | FC Porto     | Stadion: Estadio Ramón Sánchez Pizjuán, Sevilla (Spanje) Toeschouwers: 0 Scheidsrechter: Clément Turpin |
| 13 april 2021 21:00 uur                                                    |            | Verslag | 90+4' Taremi | Stadion: Estadio Ramón Sánchez Pizjuán, Sevilla (Spanje) Toeschouwers: 0 Scheidsrechter: Clément Turpin |
| 13 april 2021 21:00 uur                                                    |            |         |              | Stadion: Estadio Ramón Sánchez Pizjuán, Sevilla (Spanje) Toeschouwers: 0 Scheidsrechter: Clément Turpin |
| 13 april 2021 21:00 uur                                                    |            |         |              | Stadion: Estadio Ramón Sánchez Pizjuán, Sevilla (Spanje) Toeschouwers: 0 Scheidsrechter: Clément Turpin |
| Bijz.: Chelsea FC won over twee wedstrijden met een totaalscore van 1 – 2. |            |         |              | |

|                        |                              |         |                               |                                                                                     |
| 7 april 2021 21:00 uur | Bayern München               | 2 – 3   | Paris Saint-Germain           | Stadion: Allianz Arena, München Toeschouwers: 0 Scheidsrechter: Antonio Mateu Lahoz |
| 7 april 2021 21:00 uur | Choupo-Moting 37' Müller 60' | Verslag | 3', 68' Mbappé 28' Marquinhos | Stadion: Allianz Arena, München Toeschouwers: 0 Scheidsrechter: Antonio Mateu Lahoz |
| 7 april 2021 21:00 uur |                              |         |                               | Stadion: Allianz Arena, München Toeschouwers: 0 Scheidsrechter: Antonio Mateu Lahoz |
| 7 april 2021 21:00 uur |                              |         |                               | Stadion: Allianz Arena, München Toeschouwers: 0 Scheidsrechter: Antonio Mateu Lahoz |
|                        |                              |         |                               |                                                                                     |

| |                     |         |                   |                                                                                  |
| 13 april 2021 21:00 uur | Paris Saint-Germain | 0 – 1   | FC Bayern München | Stadion: Parc des Princes, Parijs Toeschouwers: 0 Scheidsrechter: Daniele Orsato |
| 13 april 2021 21:00 uur |                     | Verslag | 40' Choupo-Moting | Stadion: Parc des Princes, Parijs Toeschouwers: 0 Scheidsrechter: Daniele Orsato |
| 13 april 2021 21:00 uur |                     |         |                   | Stadion: Parc des Princes, Parijs Toeschouwers: 0 Scheidsrechter: Daniele Orsato |
| 13 april 2021 21:00 uur |                     |         |                   | Stadion: Parc des Princes, Parijs Toeschouwers: 0 Scheidsrechter: Daniele Orsato |
| Bijz.: Paris Saint-Germain speelde over twee wedstrijden gelijk met een totaalscore van 3 – 3, maar won op basis van uitdoelpunten. |                     |         |                   |                                                                                  |

|                        |                               |         |              |                                                                                         |
| 6 april 2021 21:00 uur | Real Madrid                   | 3 – 1   | Liverpool FC | Stadion: Estadio Alfredo Di Stéfano, Madrid Toeschouwers: 0 Scheidsrechter: Felix Brych |
| 6 april 2021 21:00 uur | Vinícius 27', 65' Asensio 36' | Verslag | 51' Salah    | Stadion: Estadio Alfredo Di Stéfano, Madrid Toeschouwers: 0 Scheidsrechter: Felix Brych |
| 6 april 2021 21:00 uur |                               |         |              | Stadion: Estadio Alfredo Di Stéfano, Madrid Toeschouwers: 0 Scheidsrechter: Felix Brych |
| 6 april 2021 21:00 uur |                               |         |              | Stadion: Estadio Alfredo Di Stéfano, Madrid Toeschouwers: 0 Scheidsrechter: Felix Brych |
|                        |                               |         |              |                                                                                         |

|                                                                             |              |       |             |                                                                           |
| 14 april 2021 21:00 uur                                                     | Liverpool FC | 0 – 0 | Real Madrid | Stadion: Anfield, Liverpool Toeschouwers: 0 Scheidsrechter: Björn Kuipers |
| 14 april 2021 21:00 uur                                                     | Verslag      |       |             | Stadion: Anfield, Liverpool Toeschouwers: 0 Scheidsrechter: Björn Kuipers |
| 14 april 2021 21:00 uur                                                     |              |       |             | Stadion: Anfield, Liverpool Toeschouwers: 0 Scheidsrechter: Björn Kuipers |
| 14 april 2021 21:00 uur                                                     |              |       |             | Stadion: Anfield, Liverpool Toeschouwers: 0 Scheidsrechter: Björn Kuipers |
| Bijz.: Real Madrid won over twee wedstrijden met een totaalscore van 3 – 1. |              |       |             |                                                                           |

#### Halve finales
De loting vond plaats op 19 maart 2021. De heenwedstrijden werden gespeeld op 27 en 28 april 2021. De returns vinden plaats op 4 en 5 mei 2021.

##### Loting
| Team 1              | Tot.  | Team 2          | 1e wedstr. | 2e wedstr. |
| ------------------- | ----- | --------------- | ---------- | ---------- |
| Paris Saint-Germain | 1 – 4 | Manchester City | 1 – 2      | 0 – 2      |
| Real Madrid         | 1 – 3 | Chelsea FC      | 1 – 1      | 0 – 2      |

##### Wedstrijden

###### Heen- en terugwedstrijden
|                         |                          |         |                          |                                                                               |
| 28 april 2021 21:00 uur | Paris Saint-Germain      | 1 – 2   | Manchester City          | Stadion: Parc des Princes, Parijs Toeschouwers: 0 Scheidsrechter: Felix Brych |
| 28 april 2021 21:00 uur | Marquinhos 15' Gueye 77' | Verslag | 64' De Bruyne 71' Mahrez | Stadion: Parc des Princes, Parijs Toeschouwers: 0 Scheidsrechter: Felix Brych |
| 28 april 2021 21:00 uur |                          |         |                          | Stadion: Parc des Princes, Parijs Toeschouwers: 0 Scheidsrechter: Felix Brych |
| 28 april 2021 21:00 uur |                          |         |                          | Stadion: Parc des Princes, Parijs Toeschouwers: 0 Scheidsrechter: Felix Brych |
|                         |                          |         |                          |                                                                               |

|                                                                                 |                 |         |                     |                                                                                   |
| 4 mei 2021 21:00 uur                                                            | Manchester City | 2 – 0   | Paris Saint-Germain | Stadion: Etihad Stadium, Manchester Toeschouwers: 0 Scheidsrechter: Björn Kuipers |
| 4 mei 2021 21:00 uur                                                            | Mahrez 11', 63' | Verslag | 69' Di María        | Stadion: Etihad Stadium, Manchester Toeschouwers: 0 Scheidsrechter: Björn Kuipers |
| 4 mei 2021 21:00 uur                                                            |                 |         |                     | Stadion: Etihad Stadium, Manchester Toeschouwers: 0 Scheidsrechter: Björn Kuipers |
| 4 mei 2021 21:00 uur                                                            |                 |         |                     | Stadion: Etihad Stadium, Manchester Toeschouwers: 0 Scheidsrechter: Björn Kuipers |
| Bijz.: Manchester City won over twee wedstrijden met een totaalscore van 1 – 4. |                 |         |                     |                                                                                   |

|                         |             |         |             |                                                                                            |
| 27 april 2021 21:00 uur | Real Madrid | 1 – 1   | Chelsea FC  | Stadion: Estadio Alfredo Di Stéfano, Madrid Toeschouwers: 0 Scheidsrechter: Danny Makkelie |
| 27 april 2021 21:00 uur | Benzema 29' | Verslag | 14' Pulisic | Stadion: Estadio Alfredo Di Stéfano, Madrid Toeschouwers: 0 Scheidsrechter: Danny Makkelie |
| 27 april 2021 21:00 uur |             |         |             | Stadion: Estadio Alfredo Di Stéfano, Madrid Toeschouwers: 0 Scheidsrechter: Danny Makkelie |
| 27 april 2021 21:00 uur |             |         |             | Stadion: Estadio Alfredo Di Stéfano, Madrid Toeschouwers: 0 Scheidsrechter: Danny Makkelie |
|                         |             |         |             |                                                                                            |

|                                                                            |                      |         |             |                                                                                 |
| 5 mei 2021 21:00 uur                                                       | Chelsea FC           | 2 – 0   | Real Madrid | Stadion: Stamford Bridge, Londen Toeschouwers: 0 Scheidsrechter: Daniele Orsato |
| 5 mei 2021 21:00 uur                                                       | Werner 28' Mount 85' | Verslag |             | Stadion: Stamford Bridge, Londen Toeschouwers: 0 Scheidsrechter: Daniele Orsato |
| 5 mei 2021 21:00 uur                                                       |                      |         |             | Stadion: Stamford Bridge, Londen Toeschouwers: 0 Scheidsrechter: Daniele Orsato |
| 5 mei 2021 21:00 uur                                                       |                      |         |             | Stadion: Stamford Bridge, Londen Toeschouwers: 0 Scheidsrechter: Daniele Orsato |
| Bijz.: Chelsea FC won over twee wedstrijden met een totaalscore van 1 – 3. |                      |         |             |                                                                                 |

#### Finale
|                       |                 |         |             | |
| 29 mei 2021 21:00 uur | Manchester City | 0 – 1   | Chelsea FC  | Stadion: Estádio do Dragão, Porto Toeschouwers: 14.110 Scheidsrechter: Antonio Mateu Lahoz Assistenten: Pau Cebrián Devís Assistenten: Roberto Díaz Pérez del Palomar Vierde official: Carlos del Cerro Grande Video-assistent: Alejandro Hernández AVAR 1: Juan Martínez Munuera AVAR 2: Íñigo Prieto López de Cerain AVAR 3: Paweł Gil |
| 29 mei 2021 21:00 uur |                 | Verslag | 42' Havertz | Stadion: Estádio do Dragão, Porto Toeschouwers: 14.110 Scheidsrechter: Antonio Mateu Lahoz Assistenten: Pau Cebrián Devís Assistenten: Roberto Díaz Pérez del Palomar Vierde official: Carlos del Cerro Grande Video-assistent: Alejandro Hernández AVAR 1: Juan Martínez Munuera AVAR 2: Íñigo Prieto López de Cerain AVAR 3: Paweł Gil |
| 29 mei 2021 21:00 uur |                 |         |             | Stadion: Estádio do Dragão, Porto Toeschouwers: 14.110 Scheidsrechter: Antonio Mateu Lahoz Assistenten: Pau Cebrián Devís Assistenten: Roberto Díaz Pérez del Palomar Vierde official: Carlos del Cerro Grande Video-assistent: Alejandro Hernández AVAR 1: Juan Martínez Munuera AVAR 2: Íñigo Prieto López de Cerain AVAR 3: Paweł Gil |
| 29 mei 2021 21:00 uur |                 |         |             | Stadion: Estádio do Dragão, Porto Toeschouwers: 14.110 Scheidsrechter: Antonio Mateu Lahoz Assistenten: Pau Cebrián Devís Assistenten: Roberto Díaz Pérez del Palomar Vierde official: Carlos del Cerro Grande Video-assistent: Alejandro Hernández AVAR 1: Juan Martínez Munuera AVAR 2: Íñigo Prieto López de Cerain AVAR 3: Paweł Gil |
|                       |                 |         |             | |

## Statistieken

### Topscorers
| Rang | Naam                | Club                     | Goals | Speelminuten |
| ---- | ------------------- | ------------------------ | ----- | ------------ |
| 1.   | Erling Braut Håland | Borussia Dortmund        | 10    | 705          |
| 2.   | Kylian Mbappé       | Paris Saint-Germain      | 8     | 900          |
| 3.   | Olivier Giroud      | Chelsea FC               | 6     | 257          |
| 3.   | Youssef En-Nesyri   | Sevilla FC               | 6     | 386          |
| 3.   | Marcus Rashford     | Manchester United        | 6     | 416          |
| 3.   | Álvaro Morata       | Juventus                 | 6     | 597          |
| 3.   | Neymar              | Paris Saint-Germain      | 6     | 746          |
| 3.   | Mohamed Salah       | Liverpool FC             | 6     | 781          |
| 3.   | Karim Benzema       | Real Madrid              | 6     | 842          |
| 10.  | Ciro Immobile       | SS Lazio                 | 5     | 417          |
| 10.  | Robert Lewandowski  | Bayern München           | 5     | 514          |
| 10.  | Lionel Messi        | FC Barcelona             | 5     | 540          |
| 10.  | Alassane Pléa       | Borussia Mönchengladbach | 5     | 540          |
| 10.  | Sérgio Oliveira     | FC Porto                 | 5     | 740          |

### Assists
| Rang | Naam            | Club                     | Assists | Speelminuten |
| ---- | --------------- | ------------------------ | ------- | ------------ |
| 1.   | Juan Cuadrado   | Juventus                 | 6       | 551          |
| 2.   | Joshua Kimmich  | Bayern München           | 4       | 617          |
| 2.   | Kevin De Bruyne | Manchester City          | 4       | 669          |
| 2.   | Ángel Di María  | Paris Saint-Germain      | 4       | 697          |
| 5.   | Jadon Sancho    | Borussia Dortmund        | 3       | 386          |
| 5.   | Alassane Pléa   | Borussia Mönchengladbach | 3       | 540          |
| 5.   | Dušan Tadić     | Ajax                     | 3       | 540          |
| 5.   | Kingsley Coman  | Bayern München           | 3       | 549          |
| 5.   | Angeliño        | RB Leipzig               | 3       | 627          |
| 5.   | Thomas Müller   | Bayern München           | 3       | 632          |
| 5.   | Neymar          | Paris Saint-Germain      | 3       | 746          |
| 5.   | Kai Havertz     | Chelsea FC               | 3       | 788          |
| 5.   | Kylian Mbappé   | Paris Saint-Germain      | 3       | 900          |
| 5.   | Luka Modrić     | Real Madrid              | 3       | 911          |
| 5.   | Phil Foden      | Manchester City          | 3       | 1066         |

## Winnaar
Chelsea FC heeft voor de tweede keer de UEFA Champions League gewonnen. De eerste keer was in het seizoen 2011/12.